# Copa Davis 2022
La Copa Davis 2022 fue la 110.ª edición del torneo de tenis masculino más importante, de las disputadas por diversos países.
La RTF no pudo defender su título al no participar en el torneo debido a la sanción impuesta por la ITF a Rusia con motivo de la invasión rusa de Ucrania sucedida en febrero de ese año.
El equipo de Copa Davis de Canadá se coronó campeón del torneo al vencer en la final a su par de Australia por un marcador de 2-0, obteniendo así su 1.° título en la competencia.

## Fase final
Desde el 14 al 18 de septiembre se disputará la fase de grupos.

Desde el 23 al 27 de noviembre se disputará la fase eliminatoria.

### Equipos participantes
Los clasificados a las Finales de la Copa Davis 2022 fueron los siguientes:
- 2 finalistas de la edición anterior.[A]
- 12 ganadores de la ronda de clasificación, del 4 al 5 de marzo de 2022.
- 2 equipos invitados (WC).

| Equipos participantes | Equipos participantes | Equipos participantes | Equipos participantes | Equipos participantes | Equipos participantes |
| · Alemania            | · Argentina           | · Australia           | · Bélgica             |                       |                       |
| · Canadá (WC)         | · Corea del Sur       | · Croacia             | · España              |                       |                       |
| · Estados Unidos      | · Francia             | · Italia              | · Kazajistán          |                       |                       |
| · Países Bajos        | · Reino Unido (WC)    | · Serbia              | · Suecia              |                       |                       |
| --------------------- | --------------------- | --------------------- | --------------------- | --------------------- | --------------------- |

### Rondas finales
|  | Cuartos de final            | Cuartos de final            | Cuartos de final            |           |           | Semifinales          | Semifinales          | Semifinales          |  |        | Final           | Final           | Final           |  |
|  | 22 hasta el 24 de noviembre | 22 hasta el 24 de noviembre | 22 hasta el 24 de noviembre |           |           | 25 y 26 de noviembre | 25 y 26 de noviembre | 25 y 26 de noviembre |  |        | 27 de noviembre | 27 de noviembre | 27 de noviembre |  |
|  |                             |                             |                             |           |           |                      |                      |                      |  |        |                 |                 |                 |  |
|  |                             |                             |                             |           |           |                      |                      |                      |  |        |                 |                 |                 |  |
|  | 1.ºA                        | Italia                      | 2                           |           |           |                      |                      |                      |  |        |                 |                 |                 |  |
|  | 1.ºA                        | Italia                      | 2                           |           |           |                      |                      |                      |  |        |                 |                 |                 |  |
|  | 2.ºD                        | Estados Unidos              | 1                           |           |           |                      |                      |                      |  |        |                 |                 |                 |  |
|  | 2.ºD                        | Estados Unidos              | 1                           |           | Italia    | Italia               | 1                    |                      |  |        |                 |                 |                 |  |
|  |                             |                             |                             |           | Italia    | Italia               | 1                    |                      |  |        |                 |                 |                 |  |
|  |                             |                             | Canadá                      | Canadá    | 2         |                      |                      |                      |  |        |                 |                 |                 |  |
|  | 1.ºC                        | Alemania                    | Canadá                      | Canadá    | 2         | 1                    |                      |                      |  |        |                 |                 |                 |  |
|  | 1.ºC                        | Alemania                    |                             |           |           |                      |                      |                      |  |        |                 |                 |                 |  |
|  | 2.ºB                        | Canadá                      | 2                           |           |           |                      |                      |                      |  |        |                 |                 |                 |  |
|  | 2.ºB                        | Canadá                      | 2                           |           |           |                      |                      |                      |  | Canadá | Canadá          | 2               |                 |  |
|  |                             |                             |                             |           |           |                      |                      |                      |  | Canadá | Canadá          | 2               |                 |  |
|  |                             |                             | Australia                   | Australia | 0         |                      |                      |                      |  |        |                 |                 |                 |  |
|  | 2.ºC                        | Australia                   | Australia                   | Australia | 0         | 2                    |                      |                      |  |        |                 |                 |                 |  |
|  | 2.ºC                        | Australia                   |                             |           |           |                      |                      |                      |  |        |                 |                 |                 |  |
|  | 1.ºD                        | Países Bajos                | 0                           |           |           |                      |                      |                      |  |        |                 |                 |                 |  |
|  | 1.ºD                        | Países Bajos                | 0                           |           | Australia | Australia            | 2                    |                      |  |        |                 |                 |                 |  |
|  |                             |                             |                             |           | Australia | Australia            | 2                    |                      |  |        |                 |                 |                 |  |
|  |                             |                             | Croacia                     | Croacia   | 1         |                      |                      |                      |  |        |                 |                 |                 |  |
|  | 2.ºA                        | Croacia                     | Croacia                     | Croacia   | 1         | 2                    |                      |                      |  |        |                 |                 |                 |  |
|  | 2.ºA                        | Croacia                     |                             |           |           |                      |                      |                      |  |        |                 |                 |                 |  |
|  | 1.ºB                        | España                      | 0                           |           |           |                      |                      |                      |  |        |                 |                 |                 |  |
|  | 1.ºB                        | España                      | 0                           |           |           |                      |                      |                      |  |        |                 |                 |                 |  |
|  |                             |                             |                             |           |           |                      |                      |                      |  |        |                 |                 |                 |  |

#### Cuartos de final
| | Bandera de Australia        | Australia                         | 2         | 0 | Países Bajos | Bandera de los Países Bajos |
| --- | --------------------------- | --------------------------------- | --------- | - | ------------ | --------------------------- |
| Palacio de Deportes José María Martín Carpena, Málaga, España 22 de noviembre de 2022 1.ª sesión (16h CET) |                             |                                   |           |   |              |                             |
| \| 1 \| \| Jordan Thompson \| 4 \| 7 \| 6 \| \| 1 \| \| Tallon Griekspoor \| 6 \| 5 \| 3 \| \| 2 \| \| Álex de Miñaur \| 5 \| 6 \| 6 \| \| 2 \| \| Botic van de Zandschulp \| 7 \| 3 \| 4 \| \| 3 \| \| Matthew Ebden / Max Purcell \| No \| \| \| \| 3 \| \| Wesley Koolhof / Matwé Middelkoop \| disputado \| \| \| |                             |                                   |           |   |              |                             |
| 1 | Bandera de Australia        | Jordan Thompson                   | 4         | 7 | 6            |                             |
| 1 | Bandera de los Países Bajos | Tallon Griekspoor                 | 6         | 5 | 3            |                             |
| 2 | Bandera de Australia        | Álex de Miñaur                    | 5         | 6 | 6            |                             |
| 2 | Bandera de los Países Bajos | Botic van de Zandschulp           | 7         | 3 | 4            |                             |
| 3 | Bandera de Australia        | Matthew Ebden / Max Purcell       | No        |   |              |                             |
| 3 | Bandera de los Países Bajos | Wesley Koolhof / Matwé Middelkoop | disputado |   |              |                             |

| | Bandera de Croacia | Croacia                           | 2         | 0  | España | Bandera de España |
| --- | ------------------ | --------------------------------- | --------- | -- | ------ | ----------------- |
| Palacio de Deportes José María Martín Carpena, Málaga, España 23 de noviembre de 2022 1.ª sesión (16h CET) |                    |                                   |           |    |        |                   |
| \| 1 \| \| Borna Ćorić \| 6 \| 77 \| \| \| 1 \| \| Roberto Bautista \| 4 \| 64 \| \| \| 2 \| \| Marin Čilić \| 5 \| 6 \| 77 \| \| 2 \| \| Pablo Carreño \| 7 \| 3 \| 65 \| \| 3 \| \| Nikola Mektić / Mate Pavić \| No \| \| \| \| 3 \| \| Pablo Carreño / Marcel Granollers \| disputado \| \| \| |                    |                                   |           |    |        |                   |
| 1 | Bandera de Croacia | Borna Ćorić                       | 6         | 77 |        |                   |
| 1 | Bandera de España  | Roberto Bautista                  | 4         | 64 |        |                   |
| 2 | Bandera de Croacia | Marin Čilić                       | 5         | 6  | 77     |                   |
| 2 | Bandera de España  | Pablo Carreño                     | 7         | 3  | 65     |                   |
| 3 | Bandera de Croacia | Nikola Mektić / Mate Pavić        | No        |    |        |                   |
| 3 | Bandera de España  | Pablo Carreño / Marcel Granollers | disputado |    |        |                   |

| | Bandera de Italia         | Italia                         | 2   | 1  | Estados Unidos | Bandera de Estados Unidos |
| --- | ------------------------- | ------------------------------ | --- | -- | -------------- | ------------------------- |
| Palacio de Deportes José María Martín Carpena, Málaga, España 24 de noviembre de 2022 1.ª sesión (10h CET) |                           |                                |     |    |                |                           |
| \| 1 \| \| Lorenzo Sonego \| 6 \| 79 \| \| \| 1 \| \| Frances Tiafoe \| 3 \| 67 \| \| \| 2 \| \| Lorenzo Musetti \| 68 \| 3 \| \| \| 2 \| \| Taylor Fritz \| 710 \| 6 \| \| \| 3 \| \| Simone Bolelli / Fabio Fognini \| 6 \| 6 \| \| \| 3 \| \| Tommy Paul / Jack Sock \| 4 \| 4 \| \| |                           |                                |     |    |                |                           |
| 1 | Bandera de Italia         | Lorenzo Sonego                 | 6   | 79 |                |                           |
| 1 | Bandera de Estados Unidos | Frances Tiafoe                 | 3   | 67 |                |                           |
| 2 | Bandera de Italia         | Lorenzo Musetti                | 68  | 3  |                |                           |
| 2 | Bandera de Estados Unidos | Taylor Fritz                   | 710 | 6  |                |                           |
| 3 | Bandera de Italia         | Simone Bolelli / Fabio Fognini | 6   | 6  |                |                           |
| 3 | Bandera de Estados Unidos | Tommy Paul / Jack Sock         | 4   | 4  |                |                           |

| | Bandera de Alemania | Alemania                          | 1  | 2 | Canadá | Bandera de Canadá |
| --- | ------------------- | --------------------------------- | -- | - | ------ | ----------------- |
| Palacio de Deportes José María Martín Carpena, Málaga, España 24 de noviembre de 2022 2.ª sesión (16h CET) |                     |                                   |    |   |        |                   |
| \| 1 \| \| Jan-Lennard Struff \| 6 \| 4 \| 7 \| \| 1 \| \| Denis Shapovalov \| 3 \| 6 \| 62 \| \| 2 \| \| Oscar Otte \| 61 \| 4 \| \| \| 2 \| \| Félix Auger-Aliassime \| 77 \| 6 \| \| \| 3 \| \| Kevin Krawietz / Tim Puetz \| 6 \| 3 \| 3 \| \| 3 \| \| Vasek Pospisil / Denis Shapovalov \| 2 \| 6 \| 6 \| |                     |                                   |    |   |        |                   |
| 1 | Bandera de Alemania | Jan-Lennard Struff                | 6  | 4 | 7      |                   |
| 1 | Bandera de Canadá   | Denis Shapovalov                  | 3  | 6 | 62     |                   |
| 2 | Bandera de Alemania | Oscar Otte                        | 61 | 4 |        |                   |
| 2 | Bandera de Canadá   | Félix Auger-Aliassime             | 77 | 6 |        |                   |
| 3 | Bandera de Alemania | Kevin Krawietz / Tim Puetz        | 6  | 3 | 3      |                   |
| 3 | Bandera de Canadá   | Vasek Pospisil / Denis Shapovalov | 2  | 6 | 6      |                   |

#### Semifinales
| | Bandera de Australia | Australia                     | 2  | 1 | Croacia | Bandera de Croacia |
| --- | -------------------- | ----------------------------- | -- | - | ------- | ------------------ |
| Palacio de Deportes José María Martín Carpena, Málaga, España 25 de noviembre de 2022 1.ª sesión (16h CET) |                      |                               |    |   |         |                    |
| \| 1 \| \| Thanasi Kokkinakis \| 4 \| 3 \| \| \| 1 \| \| Borna Ćorić \| 6 \| 6 \| \| \| 2 \| \| Álex de Miñaur \| 6 \| 6 \| \| \| 2 \| \| Marin Čilić \| 2 \| 2 \| \| \| 3 \| \| Max Purcell / Jordan Thompson \| 63 \| 7 \| 6 \| \| 3 \| \| Nikola Mektić / Mate Pavić \| 77 \| 5 \| 4 \| |                      |                               |    |   |         |                    |
| 1 | Bandera de Australia | Thanasi Kokkinakis            | 4  | 3 |         |                    |
| 1 | Bandera de Croacia   | Borna Ćorić                   | 6  | 6 |         |                    |
| 2 | Bandera de Australia | Álex de Miñaur                | 6  | 6 |         |                    |
| 2 | Bandera de Croacia   | Marin Čilić                   | 2  | 2 |         |                    |
| 3 | Bandera de Australia | Max Purcell / Jordan Thompson | 63 | 7 | 6       |                    |
| 3 | Bandera de Croacia   | Nikola Mektić / Mate Pavić    | 77 | 5 | 4       |                    |

| | Bandera de Italia | Italia                                 | 1  | 2  | Canadá | Bandera de Canadá |
| --- | ----------------- | -------------------------------------- | -- | -- | ------ | ----------------- |
| Palacio de Deportes José María Martín Carpena, Málaga, España 26 de noviembre de 2022 1.ª sesión (13h CET) |                   |                                        |    |    |        |                   |
| \| 1 \| \| Lorenzo Sonego \| 77 \| 65 \| 6 \| \| 1 \| \| Denis Shapovalov \| 64 \| 77 \| 4 \| \| 2 \| \| Lorenzo Musetti \| 3 \| 4 \| \| \| 2 \| \| Félix Auger-Aliassime \| 6 \| 6 \| \| \| 3 \| \| Matteo Berrettini / Fabio Fognini \| 62 \| 5 \| \| \| 3 \| \| Félix Auger-Aliassime / Vasek Pospisil \| 77 \| 7 \| \| |                   |                                        |    |    |        |                   |
| 1 | Bandera de Italia | Lorenzo Sonego                         | 77 | 65 | 6      |                   |
| 1 | Bandera de Canadá | Denis Shapovalov                       | 64 | 77 | 4      |                   |
| 2 | Bandera de Italia | Lorenzo Musetti                        | 3  | 4  |        |                   |
| 2 | Bandera de Canadá | Félix Auger-Aliassime                  | 6  | 6  |        |                   |
| 3 | Bandera de Italia | Matteo Berrettini / Fabio Fognini      | 62 | 5  |        |                   |
| 3 | Bandera de Canadá | Félix Auger-Aliassime / Vasek Pospisil | 77 | 7  |        |                   |

#### Final
| | Bandera de Canadá    | Canadá                                 | 2         | 0 | Australia | Bandera de Australia |
| --- | -------------------- | -------------------------------------- | --------- | - | --------- | -------------------- |
| Palacio de Deportes José María Martín Carpena, Málaga, España 27 de noviembre de 2022 1.ª sesión (13h CET) |                      |                                        |           |   |           |                      |
| \| 1 \| \| Denis Shapovalov \| 6 \| 6 \| \| \| 1 \| \| Thanasi Kokkinakis \| 2 \| 4 \| \| \| 2 \| \| Félix Auger-Aliassime \| 6 \| 6 \| \| \| 2 \| \| Álex de Miñaur \| 3 \| 4 \| \| \| 3 \| \| Félix Auger-Aliassime / Vasek Pospisil \| No \| \| \| \| 3 \| \| Max Purcell / Jordan Thompson \| disputado \| \| \| |                      |                                        |           |   |           |                      |
| 1 | Bandera de Canadá    | Denis Shapovalov                       | 6         | 6 |           |                      |
| 1 | Bandera de Australia | Thanasi Kokkinakis                     | 2         | 4 |           |                      |
| 2 | Bandera de Canadá    | Félix Auger-Aliassime                  | 6         | 6 |           |                      |
| 2 | Bandera de Australia | Álex de Miñaur                         | 3         | 4 |           |                      |
| 3 | Bandera de Canadá    | Félix Auger-Aliassime / Vasek Pospisil | No        |   |           |                      |
| 3 | Bandera de Australia | Max Purcell / Jordan Thompson          | disputado |   |           |                      |

|                           |
|                           |
| Campeón Canadá 1.º título |

## Fase clasificatoria
Los participantes de la fase clasificatoria para las Finales de la Copa Davis 2022, fueron los siguientes:
- 16 equipos clasificados de las Finales de la edición anterior.
- 8 equipos ganadores del Grupo Mundial I.
- 2 equipos ganadores de la Ronda Knock-outs del Grupo Mundial I.

| | Bandera de Francia | Francia                               | 4         | 0 | Ecuador | Bandera de Ecuador |
| --- | ------------------ | ------------------------------------- | --------- | - | ------- | ------------------ |
| Palais des Sports, París, Francia 4 y 5 de marzo de 2022 (Dura, bajo techo) |                    |                                       |           |   |         |                    |
| \| 1 \| \| Arthur Rinderknech \| 6 \| 7 \| \| \| 1 \| \| Emilio Gómez \| 2 \| 5 \| \| \| 2 \| \| Adrian Mannarino \| 6 \| 4 \| 6 \| \| 2 \| \| Roberto Quiroz \| 4 \| 6 \| 1 \| \| 3 \| \| Pierre-Hugues Herbert / Nicolas Mahut \| 6 \| 7 \| \| \| 3 \| \| Gonzalo Escobar / Diego Hidalgo \| 3 \| 5 \| \| \| 4 \| \| Benjamin Bonzi \| 6 \| 6 \| \| \| 4 \| \| Cayetano March \| 0 \| 2 \| \| \| 5 \| \| Arthur Rinderknech \| No \| \| \| \| 5 \| \| Roberto Quiroz \| disputado \| \| \| |                    |                                       |           |   |         |                    |
| 1 | Bandera de Francia | Arthur Rinderknech                    | 6         | 7 |         |                    |
| 1 | Bandera de Ecuador | Emilio Gómez                          | 2         | 5 |         |                    |
| 2 | Bandera de Francia | Adrian Mannarino                      | 6         | 4 | 6       |                    |
| 2 | Bandera de Ecuador | Roberto Quiroz                        | 4         | 6 | 1       |                    |
| 3 | Bandera de Francia | Pierre-Hugues Herbert / Nicolas Mahut | 6         | 7 |         |                    |
| 3 | Bandera de Ecuador | Gonzalo Escobar / Diego Hidalgo       | 3         | 5 |         |                    |
| 4 | Bandera de Francia | Benjamin Bonzi                        | 6         | 6 |         |                    |
| 4 | Bandera de Ecuador | Cayetano March                        | 0         | 2 |         |                    |
| 5 | Bandera de Francia | Arthur Rinderknech                    | No        |   |         |                    |
| 5 | Bandera de Ecuador | Roberto Quiroz                        | disputado |   |         |                    |

| | Bandera de España  | España                                | 3         | 1 | Rumanía | Bandera de Rumania |
| --- | ------------------ | ------------------------------------- | --------- | - | ------- | ------------------ |
| Puente Romano Club de Tenis, Marbella, España 4 y 5 de marzo de 2022 (Tierra batida) |                    |                                       |           |   |         |                    |
| \| 1 \| \| Roberto Bautista \| 6 \| 6 \| \| \| 1 \| \| Gabi Adrian Boitan \| 3 \| 1 \| \| \| 2 \| \| Carlos Alcaraz \| 6 \| 6 \| \| \| 2 \| \| Marius Copil \| 4 \| 3 \| \| \| 3 \| \| Alejandro Davidovich / Pedro Martínez \| 62 \| 4 \| \| \| 3 \| \| Marius Copil / Horia Tecău \| 77 \| 6 \| \| \| 4 \| \| Roberto Bautista \| 6 \| 6 \| \| \| 4 \| \| Marius Copil \| 2 \| 3 \| \| \| 5 \| \| Carlos Alcaraz \| No \| \| \| \| 5 \| \| Gabi Adrian Boitan \| disputado \| \| \| |                    |                                       |           |   |         |                    |
| 1 | Bandera de España  | Roberto Bautista                      | 6         | 6 |         |                    |
| 1 | Bandera de Rumania | Gabi Adrian Boitan                    | 3         | 1 |         |                    |
| 2 | Bandera de España  | Carlos Alcaraz                        | 6         | 6 |         |                    |
| 2 | Bandera de Rumania | Marius Copil                          | 4         | 3 |         |                    |
| 3 | Bandera de España  | Alejandro Davidovich / Pedro Martínez | 62        | 4 |         |                    |
| 3 | Bandera de Rumania | Marius Copil / Horia Tecău            | 77        | 6 |         |                    |
| 4 | Bandera de España  | Roberto Bautista                      | 6         | 6 |         |                    |
| 4 | Bandera de Rumania | Marius Copil                          | 2         | 3 |         |                    |
| 5 | Bandera de España  | Carlos Alcaraz                        | No        |   |         |                    |
| 5 | Bandera de Rumania | Gabi Adrian Boitan                    | disputado |   |         |                    |

| | Bandera de Finlandia | Finlandia                          | 2 | 3 | Bélgica | Bandera de Bélgica |
| --- | -------------------- | ---------------------------------- | - | - | ------- | ------------------ |
| Espoo Metro Areena, Espoo, Finlandia 4 y 5 de marzo de 2022 (Dura, bajo techo) |                      |                                    |   |   |         |                    |
| \| 1 \| \| Otto Virtanen \| 5 \| 6 \| 3 \| \| 1 \| \| David Goffin \| 7 \| 3 \| 6 \| \| 2 \| \| Emil Ruusuvuori \| 6 \| 7 \| \| \| 2 \| \| Zizou Bergs \| 3 \| 5 \| \| \| 3 \| \| Harri Heliövaara / Emil Ruusuvuori \| 6 \| 2 \| 7 \| \| 3 \| \| Sander Gillé / David Goffin \| 3 \| 6 \| 65 \| \| 4 \| \| Emil Ruusuvuori \| 4 \| 2 \| \| \| 4 \| \| David Goffin \| 6 \| 6 \| \| \| 5 \| \| Otto Virtanen \| 4 \| 0 \| \| \| 5 \| \| Zizou Bergs \| 6 \| 6 \| \| |                      |                                    |   |   |         |                    |
| 1 | Bandera de Finlandia | Otto Virtanen                      | 5 | 6 | 3       |                    |
| 1 | Bandera de Bélgica   | David Goffin                       | 7 | 3 | 6       |                    |
| 2 | Bandera de Finlandia | Emil Ruusuvuori                    | 6 | 7 |         |                    |
| 2 | Bandera de Bélgica   | Zizou Bergs                        | 3 | 5 |         |                    |
| 3 | Bandera de Finlandia | Harri Heliövaara / Emil Ruusuvuori | 6 | 2 | 7       |                    |
| 3 | Bandera de Bélgica   | Sander Gillé / David Goffin        | 3 | 6 | 65      |                    |
| 4 | Bandera de Finlandia | Emil Ruusuvuori                    | 4 | 2 |         |                    |
| 4 | Bandera de Bélgica   | David Goffin                       | 6 | 6 |         |                    |
| 5 | Bandera de Finlandia | Otto Virtanen                      | 4 | 0 |         |                    |
| 5 | Bandera de Bélgica   | Zizou Bergs                        | 6 | 6 |         |                    |

| | Bandera de Estados Unidos | Estados Unidos                            | 4         | 0  | Colombia | Bandera de Colombia |
| --- | ------------------------- | ----------------------------------------- | --------- | -- | -------- | ------------------- |
| Reno Events Center, Reno, Estados Unidos 4 y 5 de marzo de 2022 (Dura, bajo techo) |                           |                                           |           |    |          |                     |
| \| 1 \| \| Sebastian Korda \| 6 \| 1 \| 6 \| \| 1 \| \| Nicolás Mejía \| 4 \| 6 \| 4 \| \| 2 \| \| Taylor Fritz \| 6 \| 6 \| \| \| 2 \| \| Alejandro González \| 1 \| 0 \| \| \| 3 \| \| Rajeev Ram / Jack Sock \| 6 \| 6 \| \| \| 3 \| \| Nicolás Barrientos / Juan Sebastián Cabal \| 3 \| 4 \| \| \| 4 \| \| Tommy Paul \| 7 \| 77 \| \| \| 4 \| \| Nicolás Mejía \| 5 \| 64 \| \| \| 5 \| \| Sebastian Korda \| No \| \| \| \| 5 \| \| Alejandro González \| disputado \| \| \| |                           |                                           |           |    |          |                     |
| 1 | Bandera de Estados Unidos | Sebastian Korda                           | 6         | 1  | 6        |                     |
| 1 | Bandera de Colombia       | Nicolás Mejía                             | 4         | 6  | 4        |                     |
| 2 | Bandera de Estados Unidos | Taylor Fritz                              | 6         | 6  |          |                     |
| 2 | Bandera de Colombia       | Alejandro González                        | 1         | 0  |          |                     |
| 3 | Bandera de Estados Unidos | Rajeev Ram / Jack Sock                    | 6         | 6  |          |                     |
| 3 | Bandera de Colombia       | Nicolás Barrientos / Juan Sebastián Cabal | 3         | 4  |          |                     |
| 4 | Bandera de Estados Unidos | Tommy Paul                                | 7         | 77 |          |                     |
| 4 | Bandera de Colombia       | Nicolás Mejía                             | 5         | 64 |          |                     |
| 5 | Bandera de Estados Unidos | Sebastian Korda                           | No        |    |          |                     |
| 5 | Bandera de Colombia       | Alejandro González                        | disputado |    |          |                     |

| | Bandera de los Países Bajos | Países Bajos                      | 4         | 0   | Canadá | Bandera de Canadá |
| --- | --------------------------- | --------------------------------- | --------- | --- | ------ | ----------------- |
| Sportcampus Zuiderpark, La Haya, Países Bajos 4 y 5 de marzo de 2022 (Tierra batida, bajo techo) |                             |                                   |           |     |        |                   |
| \| 1 \| \| Botic van de Zandschulp \| 7 \| 711 \| \| \| 1 \| \| Alexis Galarneau \| 5 \| 69 \| \| \| 2 \| \| Tallon Griekspoor \| 6 \| 6 \| \| \| 2 \| \| Steven Diez \| 4 \| 4 \| \| \| 3 \| \| Wesley Koolhof / Matwé Middelkoop \| 7 \| 6 \| \| \| 3 \| \| Peter Polansky / Brayden Schnur \| 5 \| 3 \| \| \| 4 \| \| Robin Haase \| 6 \| 6 \| \| \| 4 \| \| Steven Diez \| 1 \| 2 \| \| \| 5 \| \| Tallon Griekspoor \| No \| \| \| \| 5 \| \| Alexis Galarneau \| disputado \| \| \| |                             |                                   |           |     |        |                   |
| 1 | Bandera de los Países Bajos | Botic van de Zandschulp           | 7         | 711 |        |                   |
| 1 | Bandera de Canadá           | Alexis Galarneau                  | 5         | 69  |        |                   |
| 2 | Bandera de los Países Bajos | Tallon Griekspoor                 | 6         | 6   |        |                   |
| 2 | Bandera de Canadá           | Steven Diez                       | 4         | 4   |        |                   |
| 3 | Bandera de los Países Bajos | Wesley Koolhof / Matwé Middelkoop | 7         | 6   |        |                   |
| 3 | Bandera de Canadá           | Peter Polansky / Brayden Schnur   | 5         | 3   |        |                   |
| 4 | Bandera de los Países Bajos | Robin Haase                       | 6         | 6   |        |                   |
| 4 | Bandera de Canadá           | Steven Diez                       | 1         | 2   |        |                   |
| 5 | Bandera de los Países Bajos | Tallon Griekspoor                 | No        |     |        |                   |
| 5 | Bandera de Canadá           | Alexis Galarneau                  | disputado |     |        |                   |

| | Bandera de Brasil   | Brasil                               | 1         | 3  | Alemania | Bandera de Alemania |
| --- | ------------------- | ------------------------------------ | --------- | -- | -------- | ------------------- |
| Centro Olímpico de Tenis, Río de Janeiro, Brasil 4 y 5 de marzo de 2022 (Tierra batida) |                     |                                      |           |    |          |                     |
| \| 1 \| \| Thiago Seyboth Wild \| 4 \| 2 \| \| \| 1 \| \| Alexander Zverev \| 6 \| 6 \| \| \| 2 \| \| Thiago Monteiro \| 6 \| 1 \| 6 \| \| 2 \| \| Jan-Lennard Struff \| 3 \| 6 \| 3 \| \| 3 \| \| Felipe Meligeni Alves / Bruno Soares \| 6 \| 64 \| 4 \| \| 3 \| \| Kevin Krawietz / Tim Puetz \| 4 \| 77 \| 6 \| \| 4 \| \| Thiago Monteiro \| 1 \| 5 \| \| \| 4 \| \| Alexander Zverev \| 6 \| 7 \| \| \| 5 \| \| Thiago Seyboth Wild \| No \| \| \| \| 5 \| \| Jan-Lennard Struff \| disputado \| \| \| |                     |                                      |           |    |          |                     |
| 1 | Bandera de Brasil   | Thiago Seyboth Wild                  | 4         | 2  |          |                     |
| 1 | Bandera de Alemania | Alexander Zverev                     | 6         | 6  |          |                     |
| 2 | Bandera de Brasil   | Thiago Monteiro                      | 6         | 1  | 6        |                     |
| 2 | Bandera de Alemania | Jan-Lennard Struff                   | 3         | 6  | 3        |                     |
| 3 | Bandera de Brasil   | Felipe Meligeni Alves / Bruno Soares | 6         | 64 | 4        |                     |
| 3 | Bandera de Alemania | Kevin Krawietz / Tim Puetz           | 4         | 77 | 6        |                     |
| 4 | Bandera de Brasil   | Thiago Monteiro                      | 1         | 5  |          |                     |
| 4 | Bandera de Alemania | Alexander Zverev                     | 6         | 7  |          |                     |
| 5 | Bandera de Brasil   | Thiago Seyboth Wild                  | No        |    |          |                     |
| 5 | Bandera de Alemania | Jan-Lennard Struff                   | disputado |    |          |                     |

| | Bandera de Eslovaquia | Eslovaquia                     | 2  | 3 | Italia | Bandera de Italia |
| --- | --------------------- | ------------------------------ | -- | - | ------ | ----------------- |
| NTC Arena, Bratislava, Eslovaquia 4 y 5 de marzo de 2022 (Dura, bajo techo) |                       |                                |    |   |        |                   |
| \| 1 \| \| Norbert Gomboš \| 4 \| 6 \| 4 \| \| 1 \| \| Jannik Sinner \| 6 \| 4 \| 6 \| \| 2 \| \| Filip Horanský \| 77 \| 6 \| \| \| 2 \| \| Lorenzo Sonego \| 62 \| 3 \| \| \| 3 \| \| Filip Polášek / Filip Horanský \| 6 \| 1 \| 7 \| \| 3 \| \| Simone Bolelli / Jannik Sinner \| 3 \| 6 \| 63 \| \| 4 \| \| Filip Horanský \| 5 \| 4 \| \| \| 4 \| \| Jannik Sinner \| 7 \| 6 \| \| \| 5 \| \| Norbert Gomboš \| 77 \| 2 \| 4 \| \| 5 \| \| Lorenzo Musetti \| 63 \| 6 \| 6 \| |                       |                                |    |   |        |                   |
| 1 | Bandera de Eslovaquia | Norbert Gomboš                 | 4  | 6 | 4      |                   |
| 1 | Bandera de Italia     | Jannik Sinner                  | 6  | 4 | 6      |                   |
| 2 | Bandera de Eslovaquia | Filip Horanský                 | 77 | 6 |        |                   |
| 2 | Bandera de Italia     | Lorenzo Sonego                 | 62 | 3 |        |                   |
| 3 | Bandera de Eslovaquia | Filip Polášek / Filip Horanský | 6  | 1 | 7      |                   |
| 3 | Bandera de Italia     | Simone Bolelli / Jannik Sinner | 3  | 6 | 63     |                   |
| 4 | Bandera de Eslovaquia | Filip Horanský                 | 5  | 4 |        |                   |
| 4 | Bandera de Italia     | Jannik Sinner                  | 7  | 6 |        |                   |
| 5 | Bandera de Eslovaquia | Norbert Gomboš                 | 77 | 2 | 4      |                   |
| 5 | Bandera de Italia     | Lorenzo Musetti                | 63 | 6 | 6      |                   |

| | Bandera de Australia | Australia                      | 3  | 2 | Hungría | Bandera de Hungría |
| --- | -------------------- | ------------------------------ | -- | - | ------- | ------------------ |
| Ken Rosewall Arena, Sídney, Australia 4 y 5 de marzo de 2022 (Dura) |                      |                                |    |   |         |                    |
| \| 1 \| \| Álex de Miñaur \| 7 \| 6 \| \| \| 1 \| \| Zsombor Piros \| 5 \| 2 \| \| \| 2 \| \| Thanasi Kokkinakis \| 63 \| 6 \| 3 \| \| 2 \| \| Márton Fucsovics \| 77 \| 1 \| 6 \| \| 3 \| \| John Peers / Luke Saville \| 4 \| 4 \| \| \| 3 \| \| Fábián Marozsán / Máté Valkusz \| 6 \| 6 \| \| \| 4 \| \| Álex de Miñaur \| 7 \| 6 \| \| \| 4 \| \| Márton Fucsovics \| 6 \| 4 \| \| \| 5 \| \| Thanasi Kokkinakis \| 6 \| 6 \| \| \| 5 \| \| Zsombor Piros \| 4 \| 4 \| \| |                      |                                |    |   |         |                    |
| 1 | Bandera de Australia | Álex de Miñaur                 | 7  | 6 |         |                    |
| 1 | Bandera de Hungría   | Zsombor Piros                  | 5  | 2 |         |                    |
| 2 | Bandera de Australia | Thanasi Kokkinakis             | 63 | 6 | 3       |                    |
| 2 | Bandera de Hungría   | Márton Fucsovics               | 77 | 1 | 6       |                    |
| 3 | Bandera de Australia | John Peers / Luke Saville      | 4  | 4 |         |                    |
| 3 | Bandera de Hungría   | Fábián Marozsán / Máté Valkusz | 6  | 6 |         |                    |
| 4 | Bandera de Australia | Álex de Miñaur                 | 7  | 6 |         |                    |
| 4 | Bandera de Hungría   | Márton Fucsovics               | 6  | 4 |         |                    |
| 5 | Bandera de Australia | Thanasi Kokkinakis             | 6  | 6 |         |                    |
| 5 | Bandera de Hungría   | Zsombor Piros                  | 4  | 4 |         |                    |

| | Bandera de Noruega    | Noruega                               | 1         | 3 | Kazajistán | Bandera de Kazajistán |
| --- | --------------------- | ------------------------------------- | --------- | - | ---------- | --------------------- |
| Oslo Tennis Arena, Oslo, Noruega 4 y 5 de marzo de 2022 (Dura, bajo techo) |                       |                                       |           |   |            |                       |
| \| 1 \| \| Casper Ruud \| 6 \| 6 \| \| \| 1 \| \| Mikhail Kukushkin \| 1 \| 4 \| \| \| 2 \| \| Viktor Durasovic \| 3 \| 2 \| \| \| 2 \| \| Aleksandr Búblik \| 6 \| 6 \| \| \| 3 \| \| Simen Bratholm / Viktor Durasovic \| 610 \| 3 \| \| \| 3 \| \| Andrey Golubev / Aleksandr Nedovyesov \| 712 \| 6 \| \| \| 4 \| \| Casper Ruud \| 4 \| 7 \| 4 \| \| 4 \| \| Aleksandr Búblik \| 6 \| 5 \| 6 \| \| 5 \| \| Viktor Durasovic \| No \| \| \| \| 5 \| \| Mikhail Kukushkin \| disputado \| \| \| |                       |                                       |           |   |            |                       |
| 1 | Bandera de Noruega    | Casper Ruud                           | 6         | 6 |            |                       |
| 1 | Bandera de Kazajistán | Mikhail Kukushkin                     | 1         | 4 |            |                       |
| 2 | Bandera de Noruega    | Viktor Durasovic                      | 3         | 2 |            |                       |
| 2 | Bandera de Kazajistán | Aleksandr Búblik                      | 6         | 6 |            |                       |
| 3 | Bandera de Noruega    | Simen Bratholm / Viktor Durasovic     | 610       | 3 |            |                       |
| 3 | Bandera de Kazajistán | Andrey Golubev / Aleksandr Nedovyesov | 712       | 6 |            |                       |
| 4 | Bandera de Noruega    | Casper Ruud                           | 4         | 7 | 4          |                       |
| 4 | Bandera de Kazajistán | Aleksandr Búblik                      | 6         | 5 | 6          |                       |
| 5 | Bandera de Noruega    | Viktor Durasovic                      | No        |   |            |                       |
| 5 | Bandera de Kazajistán | Mikhail Kukushkin                     | disputado |   |            |                       |

| | Bandera de Suecia | Suecia                            | 3 | 2  | Japón | Bandera de Japón |
| --- | ----------------- | --------------------------------- | - | -- | ----- | ---------------- |
| Helsingborg Arena, Helsingborg, Suecia 4 y 5 de marzo de 2022 (Dura, bajo techo) |                   |                                   |   |    |       |                  |
| \| 1 \| \| Dragos Nicolae Madaras \| 4 \| 4 \| \| \| 1 \| \| Yosuke Watanuki \| 6 \| 6 \| \| \| 2 \| \| Elias Ymer \| 7 \| 6 \| \| \| 2 \| \| Taro Daniel \| 5 \| 4 \| \| \| 3 \| \| André Göransson / Elias Ymer \| 2 \| 79 \| 7 \| \| 3 \| \| Ben McLachlan / Yasutaka Uchiyama \| 6 \| 67 \| 5 \| \| 4 \| \| Dragos Nicolae Madaras \| 0 \| 5 \| \| \| 4 \| \| Taro Daniel \| 6 \| 7 \| \| \| 5 \| \| Elias Ymer \| 6 \| 6 \| \| \| 5 \| \| Yosuke Watanuki \| 3 \| 3 \| \| |                   |                                   |   |    |       |                  |
| 1 | Bandera de Suecia | Dragos Nicolae Madaras            | 4 | 4  |       |                  |
| 1 | Bandera de Japón  | Yosuke Watanuki                   | 6 | 6  |       |                  |
| 2 | Bandera de Suecia | Elias Ymer                        | 7 | 6  |       |                  |
| 2 | Bandera de Japón  | Taro Daniel                       | 5 | 4  |       |                  |
| 3 | Bandera de Suecia | André Göransson / Elias Ymer      | 2 | 79 | 7     |                  |
| 3 | Bandera de Japón  | Ben McLachlan / Yasutaka Uchiyama | 6 | 67 | 5     |                  |
| 4 | Bandera de Suecia | Dragos Nicolae Madaras            | 0 | 5  |       |                  |
| 4 | Bandera de Japón  | Taro Daniel                       | 6 | 7  |       |                  |
| 5 | Bandera de Suecia | Elias Ymer                        | 6 | 6  |       |                  |
| 5 | Bandera de Japón  | Yosuke Watanuki                   | 3 | 3  |       |                  |

| | Bandera de Argentina       | Argentina                          | 4         | 0 | República Checa | Bandera de República Checa |
| --- | -------------------------- | ---------------------------------- | --------- | - | --------------- | -------------------------- |
| Buenos Aires Lawn Tennis Club, Buenos Aires, Argentina 4 y 5 de marzo de 2022 (Tierra batida) |                            |                                    |           |   |                 |                            |
| \| 1 \| \| Sebastián Báez \| 77 \| 6 \| \| \| 1 \| \| Jiří Lehečka \| 64 \| 3 \| \| \| 2 \| \| Diego Schwartzman \| 2 \| 6 \| 6 \| \| 2 \| \| Tomáš Macháč \| 6 \| 2 \| 3 \| \| 3 \| \| Máximo González / Horacio Zeballos \| 6 \| 6 \| \| \| 3 \| \| Jiří Lehečka / Tomáš Macháč \| 4 \| 4 \| \| \| 4 \| \| Federico Coria \| 6 \| 6 \| \| \| 4 \| \| Vít Kopřiva \| 2 \| 4 \| \| \| 5 \| \| Sebastián Báez \| No \| \| \| \| 5 \| \| Tomáš Macháč \| disputado \| \| \| |                            |                                    |           |   |                 |                            |
| 1 | Bandera de Argentina       | Sebastián Báez                     | 77        | 6 |                 |                            |
| 1 | Bandera de República Checa | Jiří Lehečka                       | 64        | 3 |                 |                            |
| 2 | Bandera de Argentina       | Diego Schwartzman                  | 2         | 6 | 6               |                            |
| 2 | Bandera de República Checa | Tomáš Macháč                       | 6         | 2 | 3               |                            |
| 3 | Bandera de Argentina       | Máximo González / Horacio Zeballos | 6         | 6 |                 |                            |
| 3 | Bandera de República Checa | Jiří Lehečka / Tomáš Macháč        | 4         | 4 |                 |                            |
| 4 | Bandera de Argentina       | Federico Coria                     | 6         | 6 |                 |                            |
| 4 | Bandera de República Checa | Vít Kopřiva                        | 2         | 4 |                 |                            |
| 5 | Bandera de Argentina       | Sebastián Báez                     | No        |   |                 |                            |
| 5 | Bandera de República Checa | Tomáš Macháč                       | disputado |   |                 |                            |

| | Bandera de Corea del Sur | Corea del Sur                   | 3         | 1 | Austria | Bandera de Austria |
| --- | ------------------------ | ------------------------------- | --------- | - | ------- | ------------------ |
| Olympic Park Tennis Court, Seúl, Corea del Sur 4 y 5 de marzo de 2022 (Dura, bajo techo) |                          |                                 |           |   |         |                    |
| \| 1 \| \| Ji Sung Nam \| 1 \| 4 \| \| \| 1 \| \| Dennis Novak \| 6 \| 6 \| \| \| 2 \| \| Soon-Woo Kwon \| 7 \| 6 \| \| \| 2 \| \| Jurij Rodionov \| 5 \| 4 \| \| \| 3 \| \| Ji Sung Nam / Minkyu Song \| 6 \| 6 \| \| \| 3 \| \| Alexander Erler / Lucas Miedler \| 4 \| 3 \| \| \| 4 \| \| Soon-Woo Kwon \| 7 \| 7 \| \| \| 4 \| \| Dennis Novak \| 5 \| 5 \| \| \| 5 \| \| Ji Sung Nam \| No \| \| \| \| 5 \| \| Jurij Rodionov \| disputado \| \| \| |                          |                                 |           |   |         |                    |
| 1 | Bandera de Corea del Sur | Ji Sung Nam                     | 1         | 4 |         |                    |
| 1 | Bandera de Austria       | Dennis Novak                    | 6         | 6 |         |                    |
| 2 | Bandera de Corea del Sur | Soon-Woo Kwon                   | 7         | 6 |         |                    |
| 2 | Bandera de Austria       | Jurij Rodionov                  | 5         | 4 |         |                    |
| 3 | Bandera de Corea del Sur | Ji Sung Nam / Minkyu Song       | 6         | 6 |         |                    |
| 3 | Bandera de Austria       | Alexander Erler / Lucas Miedler | 4         | 3 |         |                    |
| 4 | Bandera de Corea del Sur | Soon-Woo Kwon                   | 7         | 7 |         |                    |
| 4 | Bandera de Austria       | Dennis Novak                    | 5         | 5 |         |                    |
| 5 | Bandera de Corea del Sur | Ji Sung Nam                     | No        |   |         |                    |
| 5 | Bandera de Austria       | Jurij Rodionov                  | disputado |   |         |                    |

## Grupos mundiales

### Grupo Mundial I
Fecha: 16 al 18 de septiembre de 2022

#### Equipos participantes
La clasificación para el nuevo Grupo Mundial I, fue la siguiente:
- 11 equipos perdedores de la ronda de clasificación para las Finales jugada entre el 4 y 5 de marzo de 2022.
- 12 ganadores de los Play-offs del Grupo Mundial I jugados entre el 4 y 5 de marzo de 2022.
- 1 equipo perdedor mejor clasificado de los Play-offs del Grupo Mundial I (Uzbekistán).[14]

| Equipos participantes | Equipos participantes  | Equipos participantes | Equipos participantes | Equipos participantes | Equipos participantes |
| · Austria             | · Bosnia y Herzegovina | · Brasil              | · Chile               | · Colombia            | · Ecuador             |
| · Eslovaquia          | · Finlandia            | · Hungría             | · India               | · Israel              | · Japón               |
| · México              | · Noruega              | · Nueva Zelanda       | · Pakistán            | · Portugal            | · Perú                |
| · República Checa     | · Rumania              | · Suiza               | · Turquía             | · Ucrania             | · Uzbekistán          |
| --------------------- | ---------------------- | --------------------- | --------------------- | --------------------- | --------------------- |

| | Bandera de Austria  | Austria                           | 4         | 0  | Pakistán | Bandera de Pakistán |
| --- | ------------------- | --------------------------------- | --------- | -- | -------- | ------------------- |
| Sportland Arena, Tulln an der Donau, Austria 16 al 17 de septiembre de 2022 (Tierra batida) |                     |                                   |           |    |          |                     |
| \| 1 \| \| Jurij Rodionov \| 6 \| 6 \| \| \| 1 \| \| Muhammad Shoaib \| 3 \| 1 \| \| \| 2 \| \| Filip Misolic \| 6 \| 77 \| \| \| 2 \| \| Muzammil Murtaza \| 1 \| 64 \| \| \| 3 \| \| Alexander Erler / Lucas Miedler \| 6 \| 6 \| \| \| 3 \| \| Aqeel Khan / Aisam-ul-Haq Qureshi \| 3 \| 3 \| \| \| 4 \| \| Jurij Rodionov \| 6 \| 6 \| \| \| 4 \| \| Muzammil Murtaza \| 2 \| 2 \| \| \| 5 \| \| Filip Misolic \| No \| \| \| \| 5 \| \| Muhammad Shoaib \| disputado \| \| \| |                     |                                   |           |    |          |                     |
| 1 | Bandera de Austria  | Jurij Rodionov                    | 6         | 6  |          |                     |
| 1 | Bandera de Pakistán | Muhammad Shoaib                   | 3         | 1  |          |                     |
| 2 | Bandera de Austria  | Filip Misolic                     | 6         | 77 |          |                     |
| 2 | Bandera de Pakistán | Muzammil Murtaza                  | 1         | 64 |          |                     |
| 3 | Bandera de Austria  | Alexander Erler / Lucas Miedler   | 6         | 6  |          |                     |
| 3 | Bandera de Pakistán | Aqeel Khan / Aisam-ul-Haq Qureshi | 3         | 3  |          |                     |
| 4 | Bandera de Austria  | Jurij Rodionov                    | 6         | 6  |          |                     |
| 4 | Bandera de Pakistán | Muzammil Murtaza                  | 2         | 2  |          |                     |
| 5 | Bandera de Austria  | Filip Misolic                     | No        |    |          |                     |
| 5 | Bandera de Pakistán | Muhammad Shoaib                   | disputado |    |          |                     |

| | Bandera de Colombia | Colombia                            | 4         | 0 | Turquía | Bandera de Turquía |
| --- | ------------------- | ----------------------------------- | --------- | - | ------- | ------------------ |
| Carmel Club, Bogotá, Colombia 17 al 18 de septiembre de 2022 (Tierra batida) |                     |                                     |           |   |         |                    |
| \| 1 \| \| Nicolás Mejía \| 6 \| 1 \| 7 \| \| 1 \| \| Altuğ Çelikbilek \| 3 \| 6 \| 64 \| \| 2 \| \| Daniel Elahi Galán \| 6 \| 6 \| \| \| 2 \| \| Cem Ilkel \| 2 \| 2 \| \| \| 3 \| \| Juan Sebastián Cabal / Robert Farah \| 6 \| 6 \| \| \| 3 \| \| Cem Ilkel / Ergi Kırkın \| 2 \| 2 \| \| \| 4 \| \| Nicolás Barrientos \| 6 \| 7 \| \| \| 4 \| \| Yanki Erel \| 4 \| 5 \| \| \| 5 \| \| Nicolás Mejía \| No \| \| \| \| 5 \| \| Cem Ilkel \| disputado \| \| \| |                     |                                     |           |   |         |                    |
| 1 | Bandera de Colombia | Nicolás Mejía                       | 6         | 1 | 7       |                    |
| 1 | Bandera de Turquía  | Altuğ Çelikbilek                    | 3         | 6 | 64      |                    |
| 2 | Bandera de Colombia | Daniel Elahi Galán                  | 6         | 6 |         |                    |
| 2 | Bandera de Turquía  | Cem Ilkel                           | 2         | 2 |         |                    |
| 3 | Bandera de Colombia | Juan Sebastián Cabal / Robert Farah | 6         | 6 |         |                    |
| 3 | Bandera de Turquía  | Cem Ilkel / Ergi Kırkın             | 2         | 2 |         |                    |
| 4 | Bandera de Colombia | Nicolás Barrientos                  | 6         | 7 |         |                    |
| 4 | Bandera de Turquía  | Yanki Erel                          | 4         | 5 |         |                    |
| 5 | Bandera de Colombia | Nicolás Mejía                       | No        |   |         |                    |
| 5 | Bandera de Turquía  | Cem Ilkel                           | disputado |   |         |                    |

| | Bandera de Israel          | Israel                             | 1         | 3 | República Checa | Bandera de República Checa |
| --- | -------------------------- | ---------------------------------- | --------- | - | --------------- | -------------------------- |
| Shlomo Group Arena, Tel Aviv, Israel 16 al 17 de septiembre de 2022 (Dura, bajo techo) |                            |                                    |           |   |                 |                            |
| \| 1 \| \| Daniel Cukierman \| 0 \| 4 \| \| \| 1 \| \| Jiří Lehečka \| 6 \| 6 \| \| \| 2 \| \| Edan Leshem \| 4 \| 5 \| \| \| 2 \| \| Tomáš Macháč \| 6 \| 7 \| \| \| 3 \| \| Daniel Cukierman / Jonathan Erlich \| 6 \| 6 \| \| \| 3 \| \| Jiří Lehečka / Tomáš Macháč \| 4 \| 3 \| \| \| 4 \| \| Edan Leshem \| 6 \| 0 \| 5 \| \| 4 \| \| Jiří Lehečka \| 4 \| 6 \| 7 \| \| 5 \| \| Daniel Cukierman \| No \| \| \| \| 5 \| \| Tomáš Macháč \| disputado \| \| \| |                            |                                    |           |   |                 |                            |
| 1 | Bandera de Israel          | Daniel Cukierman                   | 0         | 4 |                 |                            |
| 1 | Bandera de República Checa | Jiří Lehečka                       | 6         | 6 |                 |                            |
| 2 | Bandera de Israel          | Edan Leshem                        | 4         | 5 |                 |                            |
| 2 | Bandera de República Checa | Tomáš Macháč                       | 6         | 7 |                 |                            |
| 3 | Bandera de Israel          | Daniel Cukierman / Jonathan Erlich | 6         | 6 |                 |                            |
| 3 | Bandera de República Checa | Jiří Lehečka / Tomáš Macháč        | 4         | 3 |                 |                            |
| 4 | Bandera de Israel          | Edan Leshem                        | 6         | 0 | 5               |                            |
| 4 | Bandera de República Checa | Jiří Lehečka                       | 4         | 6 | 7               |                            |
| 5 | Bandera de Israel          | Daniel Cukierman                   | No        |   |                 |                            |
| 5 | Bandera de República Checa | Tomáš Macháč                       | disputado |   |                 |                            |

| | Bandera de Uzbekistán | Uzbekistán                     | 3         | 1  | Japón | Bandera de Japón |
| --- | --------------------- | ------------------------------ | --------- | -- | ----- | ---------------- |
| Olympic Tennis School, Tashkent, Uzbekistán 16 al 17 de septiembre de 2022 (Dura) |                       |                                |           |    |       |                  |
| \| 1 \| \| Denis Istomin \| 6 \| 65 \| 69 \| \| 1 \| \| Sho Shimabukuro \| 3 \| 77 \| 711 \| \| 2 \| \| Sergey Fomin \| 77 \| 77 \| \| \| 2 \| \| Shintaro Mochizuki \| 63 \| 62 \| \| \| 3 \| \| Sanjar Fayziev / Denis Istomin \| 3 \| 77 \| 6 \| \| 3 \| \| Kaito Uesugi / Yosuke Watanuki \| 6 \| 62 \| 3 \| \| 4 \| \| Sergey Fomin \| 77 \| 7 \| \| \| 4 \| \| Sho Shimabukuro \| 61 \| 5 \| \| \| 5 \| \| Denis Istomin \| No \| \| \| \| 5 \| \| Shintaro Mochizuki \| disputado \| \| \| |                       |                                |           |    |       |                  |
| 1 | Bandera de Uzbekistán | Denis Istomin                  | 6         | 65 | 69    |                  |
| 1 | Bandera de Japón      | Sho Shimabukuro                | 3         | 77 | 711   |                  |
| 2 | Bandera de Uzbekistán | Sergey Fomin                   | 77        | 77 |       |                  |
| 2 | Bandera de Japón      | Shintaro Mochizuki             | 63        | 62 |       |                  |
| 3 | Bandera de Uzbekistán | Sanjar Fayziev / Denis Istomin | 3         | 77 | 6     |                  |
| 3 | Bandera de Japón      | Kaito Uesugi / Yosuke Watanuki | 6         | 62 | 3     |                  |
| 4 | Bandera de Uzbekistán | Sergey Fomin                   | 77        | 7  |       |                  |
| 4 | Bandera de Japón      | Sho Shimabukuro                | 61        | 5  |       |                  |
| 5 | Bandera de Uzbekistán | Denis Istomin                  | No        |    |       |                  |
| 5 | Bandera de Japón      | Shintaro Mochizuki             | disputado |    |       |                  |

| | Bandera de Ecuador | Ecuador                                | 2  | 3 | Suiza | Bandera de Suiza |
| --- | ------------------ | -------------------------------------- | -- | - | ----- | ---------------- |
| Salinas Golf & Tenis Club, Salinas, Ecuador 17 al 18 de septiembre de 2022 (Dura) |                    |                                        |    |   |       |                  |
| \| 1 \| \| Roberto Quiroz \| 4 \| 2 \| \| \| 1 \| \| Marc-Andrea Huesler \| 6 \| 6 \| \| \| 2 \| \| Emilio Gómez \| 6 \| 6 \| \| \| 2 \| \| Henri Laaksonen \| 4 \| 3 \| \| \| 3 \| \| Gonzalo Escobar / Diego Hidalgo \| 5 \| 6 \| 3 \| \| 3 \| \| Marc-Andrea Huesler / Dominic Stricker \| 7 \| 4 \| 6 \| \| 4 \| \| Emilio Gómez \| 63 \| 6 \| 6 \| \| 4 \| \| Marc-Andrea Huesler \| 77 \| 2 \| 2 \| \| 5 \| \| Roberto Quiroz \| 1 \| 2 \| \| \| 5 \| \| Alexander Ritschard \| 6 \| 6 \| \| |                    |                                        |    |   |       |                  |
| 1 | Bandera de Ecuador | Roberto Quiroz                         | 4  | 2 |       |                  |
| 1 | Bandera de Suiza   | Marc-Andrea Huesler                    | 6  | 6 |       |                  |
| 2 | Bandera de Ecuador | Emilio Gómez                           | 6  | 6 |       |                  |
| 2 | Bandera de Suiza   | Henri Laaksonen                        | 4  | 3 |       |                  |
| 3 | Bandera de Ecuador | Gonzalo Escobar / Diego Hidalgo        | 5  | 6 | 3     |                  |
| 3 | Bandera de Suiza   | Marc-Andrea Huesler / Dominic Stricker | 7  | 4 | 6     |                  |
| 4 | Bandera de Ecuador | Emilio Gómez                           | 63 | 6 | 6     |                  |
| 4 | Bandera de Suiza   | Marc-Andrea Huesler                    | 77 | 2 | 2     |                  |
| 5 | Bandera de Ecuador | Roberto Quiroz                         | 1  | 2 |       |                  |
| 5 | Bandera de Suiza   | Alexander Ritschard                    | 6  | 6 |       |                  |

| | Bandera de Perú  | Perú                                    | 2  | 3 | Chile | Bandera de Chile |
| --- | ---------------- | --------------------------------------- | -- | - | ----- | ---------------- |
| Club Lawn Tennis de la Exposición, Lima, Perú 17 al 18 de septiembre de 2022 (Tierra batida) |                  |                                         |    |   |       |                  |
| \| 1 \| \| Nicolás Álvarez \| 2 \| 4 \| \| \| 1 \| \| Alejandro Tabilo \| 6 \| 6 \| \| \| 2 \| \| Juan Pablo Varillas \| 77 \| 1 \| 6 \| \| 2 \| \| Nicolás Jarry \| 63 \| 6 \| 4 \| \| 3 \| \| Sergio Galdos / Arklon Huertas Del Pino \| 4 \| 2 \| \| \| 3 \| \| Nicolás Jarry / Alejandro Tabilo \| 6 \| 6 \| \| \| 4 \| \| Juan Pablo Varillas \| 1 \| 6 \| 6 \| \| 4 \| \| Alejandro Tabilo \| 6 \| 4 \| 4 \| \| 5 \| \| Nicolás Álvarez \| 3 \| 0 \| \| \| 5 \| \| Nicolás Jarry \| 6 \| 6 \| \| |                  |                                         |    |   |       |                  |
| 1 | Bandera de Perú  | Nicolás Álvarez                         | 2  | 4 |       |                  |
| 1 | Bandera de Chile | Alejandro Tabilo                        | 6  | 6 |       |                  |
| 2 | Bandera de Perú  | Juan Pablo Varillas                     | 77 | 1 | 6     |                  |
| 2 | Bandera de Chile | Nicolás Jarry                           | 63 | 6 | 4     |                  |
| 3 | Bandera de Perú  | Sergio Galdos / Arklon Huertas Del Pino | 4  | 2 |       |                  |
| 3 | Bandera de Chile | Nicolás Jarry / Alejandro Tabilo        | 6  | 6 |       |                  |
| 4 | Bandera de Perú  | Juan Pablo Varillas                     | 1  | 6 | 6     |                  |
| 4 | Bandera de Chile | Alejandro Tabilo                        | 6  | 4 | 4     |                  |
| 5 | Bandera de Perú  | Nicolás Álvarez                         | 3  | 0 |       |                  |
| 5 | Bandera de Chile | Nicolás Jarry                           | 6  | 6 |       |                  |

| | Bandera de Portugal | Portugal                             | 3         | 1 | Brasil | Bandera de Brasil |
| --- | ------------------- | ------------------------------------ | --------- | - | ------ | ----------------- |
| Centro Cultural de Viana do Castelo, Viana do Castelo, Portugal 17 al 18 de septiembre de 2022 (Dura, bajo techo) |                     |                                      |           |   |        |                   |
| \| 1 \| \| João Sousa \| 6 \| 6 \| \| \| 1 \| \| Felipe Meligeni Alves \| 1 \| 3 \| \| \| 2 \| \| Nuno Borges \| 65 \| 6 \| 7 \| \| 2 \| \| Thiago Monteiro \| 77 \| 4 \| 63 \| \| 3 \| \| Nuno Borges / Francisco Cabral \| 3 \| 6 \| 3 \| \| 3 \| \| Rafael Matos / Felipe Meligeni Alves \| 6 \| 0 \| 6 \| \| 4 \| \| João Sousa \| 6 \| 6 \| \| \| 4 \| \| Thiago Monteiro \| 3 \| 1 \| \| \| 5 \| \| Nuno Borges \| No \| \| \| \| 5 \| \| Felipe Meligeni Alves \| disputado \| \| \| |                     |                                      |           |   |        |                   |
| 1 | Bandera de Portugal | João Sousa                           | 6         | 6 |        |                   |
| 1 | Bandera de Brasil   | Felipe Meligeni Alves                | 1         | 3 |        |                   |
| 2 | Bandera de Portugal | Nuno Borges                          | 65        | 6 | 7      |                   |
| 2 | Bandera de Brasil   | Thiago Monteiro                      | 77        | 4 | 63     |                   |
| 3 | Bandera de Portugal | Nuno Borges / Francisco Cabral       | 3         | 6 | 3      |                   |
| 3 | Bandera de Brasil   | Rafael Matos / Felipe Meligeni Alves | 6         | 0 | 6      |                   |
| 4 | Bandera de Portugal | João Sousa                           | 6         | 6 |        |                   |
| 4 | Bandera de Brasil   | Thiago Monteiro                      | 3         | 1 |        |                   |
| 5 | Bandera de Portugal | Nuno Borges                          | No        |   |        |                   |
| 5 | Bandera de Brasil   | Felipe Meligeni Alves                | disputado |   |        |                   |

| | Bandera de Noruega  | Noruega                        | 3 | 1 | India | Bandera de la India |
| --- | ------------------- | ------------------------------ | - | - | ----- | ------------------- |
| Håkons Hall, Lillehammer, Noruega 16 al 17 de septiembre de 2022 (Dura, bajo techo) |                     |                                |   |   |       |                     |
| \| 1 \| \| Casper Ruud \| 6 \| 6 \| \| \| 1 \| \| Prajnesh Gunneswaran \| 1 \| 4 \| \| \| 2 \| \| Viktor Durasovic \| 6 \| 6 \| \| \| 2 \| \| Ramkumar Ramanathan \| 1 \| 4 \| \| \| 3 \| \| Viktor Durasovic / Casper Ruud \| 6 \| 3 \| 6 \| \| 3 \| \| Yuki Bhambri / Saketh Myneni \| 3 \| 6 \| 3 \| \| 4 \| \| Lukas Hellum-Lilleengen \| 2 \| 1 \| \| \| 4 \| \| Sumit Nagal \| 6 \| 6 \| \| \| 5 \| \| Viktor Durasovic \| \| \| \| \| 5 \| Prajnesh Gunneswaran \| \| \| \| \| |                     |                                |   |   |       |                     |
| 1 | Bandera de Noruega  | Casper Ruud                    | 6 | 6 |       |                     |
| 1 | Bandera de la India | Prajnesh Gunneswaran           | 1 | 4 |       |                     |
| 2 | Bandera de Noruega  | Viktor Durasovic               | 6 | 6 |       |                     |
| 2 | Bandera de la India | Ramkumar Ramanathan            | 1 | 4 |       |                     |
| 3 | Bandera de Noruega  | Viktor Durasovic / Casper Ruud | 6 | 3 | 6     |                     |
| 3 | Bandera de la India | Yuki Bhambri / Saketh Myneni   | 3 | 6 | 3     |                     |
| 4 | Bandera de Noruega  | Lukas Hellum-Lilleengen        | 2 | 1 |       |                     |
| 4 | Bandera de la India | Sumit Nagal                    | 6 | 6 |       |                     |
| 5 | Bandera de Noruega  | Viktor Durasovic               |   |   |       |                     |
| 5 | Bandera de la India | Prajnesh Gunneswaran           |   |   |       |                     |

| | Bandera de Ucrania | Ucrania                               | 1         | 3 | Hungría | Bandera de Hungría |
| --- | ------------------ | ------------------------------------- | --------- | - | ------- | ------------------ |
| SEB Arena, Vilna, Lituania 15 al 16 de septiembre de 2022 (Dura, bajo techo) |                    |                                       |           |   |         |                    |
| \| 1 \| \| Viacheslav Bielinskyi \| 3 \| 2 \| \| \| 1 \| \| Márton Fucsovics \| 6 \| 6 \| \| \| 2 \| \| Vladyslav Orlov \| 2 \| 2 \| \| \| 2 \| \| Zsombor Piros \| 6 \| 6 \| \| \| 3 \| \| Illya Beloborodko / Vladyslav Manafov \| 77 \| 6 \| \| \| 3 \| \| Peter Fajta / Fábián Marozsán \| 64 \| 4 \| \| \| 4 \| \| Illya Beloborodko \| 2 \| 5 \| \| \| 4 \| \| Márton Fucsovics \| 6 \| 7 \| \| \| 5 \| \| Viacheslav Bielinskyi \| No \| \| \| \| 5 \| \| Zsombor Piros \| disputado \| \| \| |                    |                                       |           |   |         |                    |
| 1 | Bandera de Ucrania | Viacheslav Bielinskyi                 | 3         | 2 |         |                    |
| 1 | Bandera de Hungría | Márton Fucsovics                      | 6         | 6 |         |                    |
| 2 | Bandera de Ucrania | Vladyslav Orlov                       | 2         | 2 |         |                    |
| 2 | Bandera de Hungría | Zsombor Piros                         | 6         | 6 |         |                    |
| 3 | Bandera de Ucrania | Illya Beloborodko / Vladyslav Manafov | 77        | 6 |         |                    |
| 3 | Bandera de Hungría | Peter Fajta / Fábián Marozsán         | 64        | 4 |         |                    |
| 4 | Bandera de Ucrania | Illya Beloborodko                     | 2         | 5 |         |                    |
| 4 | Bandera de Hungría | Márton Fucsovics                      | 6         | 7 |         |                    |
| 5 | Bandera de Ucrania | Viacheslav Bielinskyi                 | No        |   |         |                    |
| 5 | Bandera de Hungría | Zsombor Piros                         | disputado |   |         |                    |

| | Bandera de Eslovaquia | Eslovaquia                        | 3         | 1 | Rumania | Bandera de Rumania |
| --- | --------------------- | --------------------------------- | --------- | - | ------- | ------------------ |
| NTC Arena, Bratislava, Eslovaquia 16 al 17 de septiembre de 2022 (Tierra batida, bajo techo) |                       |                                   |           |   |         |                    |
| \| 1 \| \| Norbert Gomboš \| 77 \| 5 \| 4 \| \| 1 \| \| Nicholas David Ionel \| 64 \| 7 \| 6 \| \| 2 \| \| Alex Molčan \| 7 \| 6 \| \| \| 2 \| \| Marius Copil \| 5 \| 1 \| \| \| 3 \| \| Lukáš Klein / Igor Zelenay \| 77 \| 6 \| \| \| 3 \| \| Marius Copil / Victor Vlad Cornea \| 62 \| 2 \| \| \| 4 \| \| Alex Molčan \| 6 \| 6 \| \| \| 4 \| \| Nicholas David Ionel \| 1 \| 1 \| \| \| 5 \| \| Norbert Gomboš \| No \| \| \| \| 5 \| \| Marius Copil \| disputado \| \| \| |                       |                                   |           |   |         |                    |
| 1 | Bandera de Eslovaquia | Norbert Gomboš                    | 77        | 5 | 4       |                    |
| 1 | Bandera de Rumania    | Nicholas David Ionel              | 64        | 7 | 6       |                    |
| 2 | Bandera de Eslovaquia | Alex Molčan                       | 7         | 6 |         |                    |
| 2 | Bandera de Rumania    | Marius Copil                      | 5         | 1 |         |                    |
| 3 | Bandera de Eslovaquia | Lukáš Klein / Igor Zelenay        | 77        | 6 |         |                    |
| 3 | Bandera de Rumania    | Marius Copil / Victor Vlad Cornea | 62        | 2 |         |                    |
| 4 | Bandera de Eslovaquia | Alex Molčan                       | 6         | 6 |         |                    |
| 4 | Bandera de Rumania    | Nicholas David Ionel              | 1         | 1 |         |                    |
| 5 | Bandera de Eslovaquia | Norbert Gomboš                    | No        |   |         |                    |
| 5 | Bandera de Rumania    | Marius Copil                      | disputado |   |         |                    |

| | Bandera de Finlandia     | Finlandia                          | 5 | 0 | Nueva Zelanda | Bandera de Nueva Zelanda |
| --- | ------------------------ | ---------------------------------- | - | - | ------------- | ------------------------ |
| Espoo Metro Areena, Espoo, Finlandia 16 al 17 de septiembre de 2022 (Dura, bajo techo) |                          |                                    |   |   |               |                          |
| \| 1 \| \| Emil Ruusuvuori \| 6 \| 6 \| \| \| 1 \| \| Kiranpal Pannu \| 1 \| 2 \| \| \| 2 \| \| Otto Virtanen \| 6 \| 6 \| \| \| 2 \| \| Ajeet Rai \| 4 \| 3 \| \| \| 3 \| \| Harri Heliövaara / Emil Ruusuvuori \| 7 \| 3 \| 6 \| \| 3 \| \| Artem Sitak / Michael Venus \| 5 \| 6 \| 3 \| \| 4 \| \| Emil Ruusuvuori \| 6 \| 6 \| \| \| 4 \| \| Isaac Becroft \| 2 \| 1 \| \| \| 5 \| \| Eero Vasa \| 6 \| 6 \| \| \| 5 \| \| Kiranpal Pannu \| 2 \| 3 \| \| |                          |                                    |   |   |               |                          |
| 1 | Bandera de Finlandia     | Emil Ruusuvuori                    | 6 | 6 |               |                          |
| 1 | Bandera de Nueva Zelanda | Kiranpal Pannu                     | 1 | 2 |               |                          |
| 2 | Bandera de Finlandia     | Otto Virtanen                      | 6 | 6 |               |                          |
| 2 | Bandera de Nueva Zelanda | Ajeet Rai                          | 4 | 3 |               |                          |
| 3 | Bandera de Finlandia     | Harri Heliövaara / Emil Ruusuvuori | 7 | 3 | 6             |                          |
| 3 | Bandera de Nueva Zelanda | Artem Sitak / Michael Venus        | 5 | 6 | 3             |                          |
| 4 | Bandera de Finlandia     | Emil Ruusuvuori                    | 6 | 6 |               |                          |
| 4 | Bandera de Nueva Zelanda | Isaac Becroft                      | 2 | 1 |               |                          |
| 5 | Bandera de Finlandia     | Eero Vasa                          | 6 | 6 |               |                          |
| 5 | Bandera de Nueva Zelanda | Kiranpal Pannu                     | 2 | 3 |               |                          |

| | Bandera de Bosnia y Herzegovina | Bosnia y Herzegovina                          | 3         | 1  | México | Bandera de México |
| --- | ------------------------------- | --------------------------------------------- | --------- | -- | ------ | ----------------- |
| Tennis Academy SET, Široki Brijeg, Bosnia y Herzegovina 16 al 17 de septiembre de 2022 (Tierra batida) |                                 |                                               |           |    |        |                   |
| \| 1 \| \| Nerman Fatic \| 6 \| 6 \| \| \| 1 \| \| Gerardo López Villaseñor \| 3 \| 4 \| \| \| 2 \| \| Damir Džumhur \| 6 \| 6 \| \| \| 2 \| \| Alan Fernando Rubio Fierros \| 2 \| 1 \| \| \| 3 \| \| Mirza Bašić / Tomislav Brkić \| 6 \| 77 \| \| \| 3 \| \| Santiago González / Miguel Ángel Reyes Varela \| 4 \| 64 \| \| \| 4 \| \| Andrej Nedic \| 2 \| 7 \| [8] \| \| 4 \| \| Luis Carlos Alvarez Valdes \| 6 \| 5 \| [10] \| \| 5 \| \| Nerman Fatic \| No \| \| \| \| 5 \| \| Alan Fernando Rubio Fierros \| disputado \| \| \| |                                 |                                               |           |    |        |                   |
| 1 | Bandera de Bosnia y Herzegovina | Nerman Fatic                                  | 6         | 6  |        |                   |
| 1 | Bandera de México               | Gerardo López Villaseñor                      | 3         | 4  |        |                   |
| 2 | Bandera de Bosnia y Herzegovina | Damir Džumhur                                 | 6         | 6  |        |                   |
| 2 | Bandera de México               | Alan Fernando Rubio Fierros                   | 2         | 1  |        |                   |
| 3 | Bandera de Bosnia y Herzegovina | Mirza Bašić / Tomislav Brkić                  | 6         | 77 |        |                   |
| 3 | Bandera de México               | Santiago González / Miguel Ángel Reyes Varela | 4         | 64 |        |                   |
| 4 | Bandera de Bosnia y Herzegovina | Andrej Nedic                                  | 2         | 7  | [8]    |                   |
| 4 | Bandera de México               | Luis Carlos Alvarez Valdes                    | 6         | 5  | [10]   |                   |
| 5 | Bandera de Bosnia y Herzegovina | Nerman Fatic                                  | No        |    |        |                   |
| 5 | Bandera de México               | Alan Fernando Rubio Fierros                   | disputado |    |        |                   |

### Play-offs Grupo Mundial I
La clasificación para los Play-offs del nuevo Grupo Mundial I, fue la siguiente:
- 2 equipos perdedores de Ronda Knock-outs del Grupo Mundial I.
- 12 equipos perdedores del Grupo Mundial I.
- 8 equipos ganadores del Grupo Mundial II.
- 2 equipos ganadores de Ronda Knock-outs del Grupo Mundial II.

#### Equipos participantes
| Zona Americana         | Zona Americana         | Zona Americana         | Zona Americana         | Zona Americana         | Zona Americana         |
| Barbados               | Bolivia                | Chile                  | México                 | Perú                   | Uruguay                |
| Zona Asiática/Oceánica | Zona Asiática/Oceánica | Zona Asiática/Oceánica | Zona Asiática/Oceánica | Zona Asiática/Oceánica | Zona Asiática/Oceánica |
| India                  | Israel                 | Líbano                 | Nueva Zelanda          | Pakistán               | Uzbekistán             |
| Zona Europea/Africana  | Zona Europea/Africana  | Zona Europea/Africana  | Zona Europea/Africana  | Zona Europea/Africana  | Zona Europea/Africana  |
| Bielorrusia            | Bosnia y Herzegovina   | Dinamarca              | Eslovenia              | Lituania               | Polonia                |
| Portugal               | Sudáfrica              | Suiza                  | Túnez                  | Turquía                | Ucrania                |
| ---------------------- | ---------------------- | ---------------------- | ---------------------- | ---------------------- | ---------------------- |

| | Bandera de Chile     | Chile                            | 4         | 0  | Eslovenia | Bandera de Eslovenia |
| --- | -------------------- | -------------------------------- | --------- | -- | --------- | -------------------- |
| Club de Tenis Union, Viña del Mar, Chile 4 y 5 de marzo de 2022 (Tierra batida) |                      |                                  |           |    |           |                      |
| \| 1 \| \| Alejandro Tabilo \| 6 \| 6 \| \| \| 1 \| \| Bor Artnak \| 3 \| 3 \| \| \| 2 \| \| Nicolás Jarry \| 6 \| 3 \| 7 \| \| 2 \| \| Blaž Rola \| 3 \| 6 \| 5 \| \| 3 \| \| Tomás Barrios / Alejandro Tabilo \| 6 \| 6 \| \| \| 3 \| \| Sebastian Dominko / Blaž Rola \| 2 \| 3 \| \| \| 4 \| \| Diego Fernández Flores \| 3 \| 77 \| [10] \| \| 4 \| \| Sebastian Dominko \| 6 \| 64 \| [2] \| \| 5 \| \| Nicolás Jarry \| No \| \| \| \| 5 \| \| Bor Artnak \| disputado \| \| \| |                      |                                  |           |    |           |                      |
| 1 | Bandera de Chile     | Alejandro Tabilo                 | 6         | 6  |           |                      |
| 1 | Bandera de Eslovenia | Bor Artnak                       | 3         | 3  |           |                      |
| 2 | Bandera de Chile     | Nicolás Jarry                    | 6         | 3  | 7         |                      |
| 2 | Bandera de Eslovenia | Blaž Rola                        | 3         | 6  | 5         |                      |
| 3 | Bandera de Chile     | Tomás Barrios / Alejandro Tabilo | 6         | 6  |           |                      |
| 3 | Bandera de Eslovenia | Sebastian Dominko / Blaž Rola    | 2         | 3  |           |                      |
| 4 | Bandera de Chile     | Diego Fernández Flores           | 3         | 77 | [10]      |                      |
| 4 | Bandera de Eslovenia | Sebastian Dominko                | 6         | 64 | [2]       |                      |
| 5 | Bandera de Chile     | Nicolás Jarry                    | No        |    |           |                      |
| 5 | Bandera de Eslovenia | Bor Artnak                       | disputado |    |           |                      |

| | Bandera de la India  | India                                 | 4         | 0 | Dinamarca | Bandera de Dinamarca |
| --- | -------------------- | ------------------------------------- | --------- | - | --------- | -------------------- |
| Delhi Gymkhana Club, Nueva Delhi, India 4 y 5 de marzo de 2022 (Césped) |                      |                                       |           |   |           |                      |
| \| 1 \| \| Ramkumar Ramanathan \| 6 \| 6 \| \| \| 1 \| \| Christian Sigsgaard \| 3 \| 2 \| \| \| 2 \| \| Yuki Bhambri \| 6 \| 6 \| \| \| 2 \| \| Mikael Torpegaard \| 4 \| 4 \| \| \| 3 \| \| Rohan Bopanna / Divij Sharan \| 6 \| 6 \| 7 \| \| 3 \| \| Johannes Ingildsen / Frederik Nielsen \| 7 \| 4 \| 6 \| \| 4 \| \| Ramkumar Ramanathan \| 5 \| 7 \| [10] \| \| 4 \| \| Johannes Ingildsen \| 7 \| 5 \| [7] \| \| 5 \| \| Yuki Bhambri \| No \| \| \| \| 5 \| \| Christian Sigsgaard \| disputado \| \| \| |                      |                                       |           |   |           |                      |
| 1 | Bandera de la India  | Ramkumar Ramanathan                   | 6         | 6 |           |                      |
| 1 | Bandera de Dinamarca | Christian Sigsgaard                   | 3         | 2 |           |                      |
| 2 | Bandera de la India  | Yuki Bhambri                          | 6         | 6 |           |                      |
| 2 | Bandera de Dinamarca | Mikael Torpegaard                     | 4         | 4 |           |                      |
| 3 | Bandera de la India  | Rohan Bopanna / Divij Sharan          | 6         | 6 | 7         |                      |
| 3 | Bandera de Dinamarca | Johannes Ingildsen / Frederik Nielsen | 7         | 4 | 6         |                      |
| 4 | Bandera de la India  | Ramkumar Ramanathan                   | 5         | 7 | [10]      |                      |
| 4 | Bandera de Dinamarca | Johannes Ingildsen                    | 7         | 5 | [7]       |                      |
| 5 | Bandera de la India  | Yuki Bhambri                          | No        |   |           |                      |
| 5 | Bandera de Dinamarca | Christian Sigsgaard                   | disputado |   |           |                      |

| | Bandera de Uzbekistán | Uzbekistán                    | 2  | 3  | Turquía | Bandera de Turquía |
| --- | --------------------- | ----------------------------- | -- | -- | ------- | ------------------ |
| Olympic Tennis School, Taskent, Uzbekistán 4 y 5 de marzo de 2022 (Dura, bajo techo) |                       |                               |    |    |         |                    |
| \| 1 \| \| Sanjar Fayziev \| 6 \| 61 \| 6 \| \| 1 \| \| Cem Ilkel \| 3 \| 77 \| 4 \| \| 2 \| \| Sergey Fomin \| 3 \| 4 \| \| \| 2 \| \| Altuğ Çelikbilek \| 6 \| 6 \| \| \| 3 \| \| Sanjar Fayziev / Sergey Fomin \| 6 \| 6 \| \| \| 3 \| \| Yankı Erel / Altuğ Çelikbilek \| 2 \| 4 \| \| \| 4 \| \| Sanjar Fayziev \| 6 \| 1 \| 4 \| \| 4 \| \| Altuğ Çelikbilek \| 4 \| 6 \| 6 \| \| 5 \| \| Sergey Fomin \| 62 \| 64 \| \| \| 5 \| \| Cem Ilkel \| 77 \| 77 \| \| |                       |                               |    |    |         |                    |
| 1 | Bandera de Uzbekistán | Sanjar Fayziev                | 6  | 61 | 6       |                    |
| 1 | Bandera de Turquía    | Cem Ilkel                     | 3  | 77 | 4       |                    |
| 2 | Bandera de Uzbekistán | Sergey Fomin                  | 3  | 4  |         |                    |
| 2 | Bandera de Turquía    | Altuğ Çelikbilek              | 6  | 6  |         |                    |
| 3 | Bandera de Uzbekistán | Sanjar Fayziev / Sergey Fomin | 6  | 6  |         |                    |
| 3 | Bandera de Turquía    | Yankı Erel / Altuğ Çelikbilek | 2  | 4  |         |                    |
| 4 | Bandera de Uzbekistán | Sanjar Fayziev                | 6  | 1  | 4       |                    |
| 4 | Bandera de Turquía    | Altuğ Çelikbilek              | 4  | 6  | 6       |                    |
| 5 | Bandera de Uzbekistán | Sergey Fomin                  | 62 | 64 |         |                    |
| 5 | Bandera de Turquía    | Cem Ilkel                     | 77 | 77 |         |                    |

| | Bandera de Portugal | Portugal                       | 4         | 0 | Polonia | Bandera de Polonia |
| --- | ------------------- | ------------------------------ | --------- | - | ------- | ------------------ |
| Tennis Complex Da Maia, Maia, Portugal 4 y 5 de marzo de 2022 (Tierra batida, bajo techo) |                     |                                |           |   |         |                    |
| \| 1 \| \| João Sousa \| 6 \| 2 \| 6 \| \| 1 \| \| Kacper Żuk \| 3 \| 6 \| 4 \| \| 2 \| \| Nuno Borges \| 3 \| 6 \| 6 \| \| 2 \| \| Kamil Majchrzak \| 6 \| 4 \| 3 \| \| 3 \| \| Nuno Borges / Francisco Cabral \| 3 \| 6 \| 6 \| \| 3 \| \| Szymon Walków / Jan Zieliński \| 6 \| 3 \| 4 \| \| 4 \| \| Gastão Elias \| 6 \| 6 \| \| \| 4 \| \| Jan Zieliński \| 1 \| 3 \| \| \| 5 \| \| Nuno Borges \| No \| \| \| \| 5 \| \| Kacper Żuk \| disputado \| \| \| |                     |                                |           |   |         |                    |
| 1 | Bandera de Portugal | João Sousa                     | 6         | 2 | 6       |                    |
| 1 | Bandera de Polonia  | Kacper Żuk                     | 3         | 6 | 4       |                    |
| 2 | Bandera de Portugal | Nuno Borges                    | 3         | 6 | 6       |                    |
| 2 | Bandera de Polonia  | Kamil Majchrzak                | 6         | 4 | 3       |                    |
| 3 | Bandera de Portugal | Nuno Borges / Francisco Cabral | 3         | 6 | 6       |                    |
| 3 | Bandera de Polonia  | Szymon Walków / Jan Zieliński  | 6         | 3 | 4       |                    |
| 4 | Bandera de Portugal | Gastão Elias                   | 6         | 6 |         |                    |
| 4 | Bandera de Polonia  | Jan Zieliński                  | 1         | 3 |         |                    |
| 5 | Bandera de Portugal | Nuno Borges                    | No        |   |         |                    |
| 5 | Bandera de Polonia  | Kacper Żuk                     | disputado |   |         |                    |

| | Bandera de Túnez                | Túnez                        | 1         | 3 | Bosnia y Herzegovina | Bandera de Bosnia y Herzegovina |
| --- | ------------------------------- | ---------------------------- | --------- | - | -------------------- | ------------------------------- |
| Tennis Club de Tunis, Túnez, Túnez 4 al 6 de marzo de 2022 (Tierra batida) |                                 |                              |           |   |                      |                                 |
| \| 1 \| \| Moez Echargui \| 3 \| 6 \| 5 \| \| 1 \| \| Damir Džumhur \| 6 \| 3 \| 7 \| \| 2 \| \| Malek Jaziri \| 5 \| 7 \| 6 \| \| 2 \| \| Mirza Bašić \| 7 \| 5 \| 3 \| \| 3 \| \| Moez Echargui / Malek Jaziri \| 6 \| 4 \| 3 \| \| 3 \| \| Mirza Bašić / Tomislav Brkić \| 1 \| 6 \| 6 \| \| 4 \| \| Malek Jaziri \| 77 \| 3 \| 3 \| \| 4 \| \| Damir Džumhur \| 65 \| 6 \| 6 \| \| 5 \| \| Moez Echargui \| No \| \| \| \| 5 \| \| Mirza Bašić \| disputado \| \| \| |                                 |                              |           |   |                      |                                 |
| 1 | Bandera de Túnez                | Moez Echargui                | 3         | 6 | 5                    |                                 |
| 1 | Bandera de Bosnia y Herzegovina | Damir Džumhur                | 6         | 3 | 7                    |                                 |
| 2 | Bandera de Túnez                | Malek Jaziri                 | 5         | 7 | 6                    |                                 |
| 2 | Bandera de Bosnia y Herzegovina | Mirza Bašić                  | 7         | 5 | 3                    |                                 |
| 3 | Bandera de Túnez                | Moez Echargui / Malek Jaziri | 6         | 4 | 3                    |                                 |
| 3 | Bandera de Bosnia y Herzegovina | Mirza Bašić / Tomislav Brkić | 1         | 6 | 6                    |                                 |
| 4 | Bandera de Túnez                | Malek Jaziri                 | 77        | 3 | 3                    |                                 |
| 4 | Bandera de Bosnia y Herzegovina | Damir Džumhur                | 65        | 6 | 6                    |                                 |
| 5 | Bandera de Túnez                | Moez Echargui                | No        |   |                      |                                 |
| 5 | Bandera de Bosnia y Herzegovina | Mirza Bašić                  | disputado |   |                      |                                 |

| | Bandera de Israel    | Israel                             | 3         | 1 | Sudáfrica | Bandera de Sudáfrica |
| --- | -------------------- | ---------------------------------- | --------- | - | --------- | -------------------- |
| HaKiriya Arena, Asdod, Israel 4 y 5 de marzo de 2022 (Dura, bajo techo) |                      |                                    |           |   |           |                      |
| \| 1 \| \| Daniel Cukierman \| 4 \| 4 \| \| \| 1 \| \| Lloyd Harris \| 6 \| 6 \| \| \| 2 \| \| Yshai Oliel \| 6 \| 6 \| \| \| 2 \| \| Ruan Roelofse \| 2 \| 3 \| \| \| 3 \| \| Daniel Cukierman / Jonathan Erlich \| 77 \| 3 \| 6 \| \| 3 \| \| Lloyd Harris / Raven Klaasen \| 63 \| 6 \| 3 \| \| 4 \| \| Yshai Oliel \| 6 \| 6 \| \| \| 4 \| \| Lloyd Harris \| 3 \| 4 \| \| \| 5 \| \| Daniel Cukierman \| No \| \| \| \| 5 \| \| Ruan Roelofse \| disputado \| \| \| |                      |                                    |           |   |           |                      |
| 1 | Bandera de Israel    | Daniel Cukierman                   | 4         | 4 |           |                      |
| 1 | Bandera de Sudáfrica | Lloyd Harris                       | 6         | 6 |           |                      |
| 2 | Bandera de Israel    | Yshai Oliel                        | 6         | 6 |           |                      |
| 2 | Bandera de Sudáfrica | Ruan Roelofse                      | 2         | 3 |           |                      |
| 3 | Bandera de Israel    | Daniel Cukierman / Jonathan Erlich | 77        | 3 | 6         |                      |
| 3 | Bandera de Sudáfrica | Lloyd Harris / Raven Klaasen       | 63        | 6 | 3         |                      |
| 4 | Bandera de Israel    | Yshai Oliel                        | 6         | 6 |           |                      |
| 4 | Bandera de Sudáfrica | Lloyd Harris                       | 3         | 4 |           |                      |
| 5 | Bandera de Israel    | Daniel Cukierman                   | No        |   |           |                      |
| 5 | Bandera de Sudáfrica | Ruan Roelofse                      | disputado |   |           |                      |

| | Bandera de Nueva Zelanda | Nueva Zelanda               | 3         | 1 | Uruguay | Bandera de Uruguay |
| --- | ------------------------ | --------------------------- | --------- | - | ------- | ------------------ |
| Darling Tennis Center, Las Vegas, Estados Unidos 4 y 5 de marzo de 2022 (Dura) |                          |                             |           |   |         |                    |
| \| 1 \| \| Rubin Statham \| 6 \| 6 \| \| \| 1 \| \| Ignacio Carou \| 4 \| 2 \| \| \| 2 \| \| Ajeet Rai \| 4 \| 2 \| \| \| 2 \| \| Pablo Cuevas \| 6 \| 6 \| \| \| 3 \| \| Artem Sitak / Michael Venus \| 6 \| 6 \| \| \| 3 \| \| Ariel Behar / Pablo Cuevas \| 3 \| 4 \| \| \| 4 \| \| Rubin Statham \| 77 \| 6 \| \| \| 4 \| \| Pablo Cuevas \| 63 \| 2 \| \| \| 5 \| \| Ajeet Rai \| No \| \| \| \| 5 \| \| Ignacio Carou \| disputado \| \| \| |                          |                             |           |   |         |                    |
| 1 | Bandera de Nueva Zelanda | Rubin Statham               | 6         | 6 |         |                    |
| 1 | Bandera de Uruguay       | Ignacio Carou               | 4         | 2 |         |                    |
| 2 | Bandera de Nueva Zelanda | Ajeet Rai                   | 4         | 2 |         |                    |
| 2 | Bandera de Uruguay       | Pablo Cuevas                | 6         | 6 |         |                    |
| 3 | Bandera de Nueva Zelanda | Artem Sitak / Michael Venus | 6         | 6 |         |                    |
| 3 | Bandera de Uruguay       | Ariel Behar / Pablo Cuevas  | 3         | 4 |         |                    |
| 4 | Bandera de Nueva Zelanda | Rubin Statham               | 77        | 6 |         |                    |
| 4 | Bandera de Uruguay       | Pablo Cuevas                | 63        | 2 |         |                    |
| 5 | Bandera de Nueva Zelanda | Ajeet Rai                   | No        |   |         |                    |
| 5 | Bandera de Uruguay       | Ignacio Carou               | disputado |   |         |                    |

| | Bandera de Ucrania  | Ucrania                              | 3         | 0 | Barbados | Bandera de Barbados |
| --- | ------------------- | ------------------------------------ | --------- | - | -------- | ------------------- |
| Rixos Premium Belek, Antalya, Turquía 4 y 5 de marzo de 2022 (Dura) |                     |                                      |           |   |          |                     |
| \| 1 \| \| Oleksii Krutykh \| 6 \| 6 \| \| \| 1 \| \| Darian King \| 2 \| 1 \| \| \| 2 \| \| Illya Marchenko \| 6 \| 6 \| \| \| 2 \| \| Matthew Foster-Estwick \| 3 \| 1 \| \| \| 3 \| \| Illya Marchenko / Oleksii Krutykh \| 6 \| 7 \| \| \| 3 \| \| Matthew Foster-Estwick / Darian King \| 4 \| 5 \| \| \| 4 \| \| Illya Marchenko \| No \| \| \| \| 4 \| \| Darian King \| disputado \| \| \| \| 5 \| \| Oleksii Krutykh \| No \| \| \| \| 5 \| \| Matthew Foster-Estwick \| disputado \| \| \| |                     |                                      |           |   |          |                     |
| 1 | Bandera de Ucrania  | Oleksii Krutykh                      | 6         | 6 |          |                     |
| 1 | Bandera de Barbados | Darian King                          | 2         | 1 |          |                     |
| 2 | Bandera de Ucrania  | Illya Marchenko                      | 6         | 6 |          |                     |
| 2 | Bandera de Barbados | Matthew Foster-Estwick               | 3         | 1 |          |                     |
| 3 | Bandera de Ucrania  | Illya Marchenko / Oleksii Krutykh    | 6         | 7 |          |                     |
| 3 | Bandera de Barbados | Matthew Foster-Estwick / Darian King | 4         | 5 |          |                     |
| 4 | Bandera de Ucrania  | Illya Marchenko                      | No        |   |          |                     |
| 4 | Bandera de Barbados | Darian King                          | disputado |   |          |                     |
| 5 | Bandera de Ucrania  | Oleksii Krutykh                      | No        |   |          |                     |
| 5 | Bandera de Barbados | Matthew Foster-Estwick               | disputado |   |          |                     |

| | Bandera de Pakistán | Pakistán                              | 3  | 2  | Lituania | Bandera de Lituania |
| --- | ------------------- | ------------------------------------- | -- | -- | -------- | ------------------- |
| Pakistan Sports Complex, Islamabad, Pakistán 4 y 5 de marzo de 2022 (Césped) |                     |                                       |    |    |          |                     |
| \| 1 \| \| Aqeel Khan \| 77 \| 3 \| 6 \| \| 1 \| \| Laurynas Grigelis \| 65 \| 6 \| 3 \| \| 2 \| \| Muhammad Shoaib \| 4 \| 77 \| 4 \| \| 2 \| \| Ričardas Berankis \| 6 \| 62 \| 6 \| \| 3 \| \| Aqeel Khan / Aisam-ul-Haq Qureshi \| 4 \| 77 \| 7 \| \| 3 \| \| Ričardas Berankis / Laurynas Grigelis \| 6 \| 64 \| 5 \| \| 4 \| \| Aqeel Khan \| 64 \| 78 \| 4 \| \| 4 \| \| Ričardas Berankis \| 77 \| 66 \| 6 \| \| 5 \| \| Aisam-ul-Haq Qureshi \| 6 \| 77 \| \| \| 5 \| \| Edas Butvilas \| 4 \| 62 \| \| |                     |                                       |    |    |          |                     |
| 1 | Bandera de Pakistán | Aqeel Khan                            | 77 | 3  | 6        |                     |
| 1 | Bandera de Lituania | Laurynas Grigelis                     | 65 | 6  | 3        |                     |
| 2 | Bandera de Pakistán | Muhammad Shoaib                       | 4  | 77 | 4        |                     |
| 2 | Bandera de Lituania | Ričardas Berankis                     | 6  | 62 | 6        |                     |
| 3 | Bandera de Pakistán | Aqeel Khan / Aisam-ul-Haq Qureshi     | 4  | 77 | 7        |                     |
| 3 | Bandera de Lituania | Ričardas Berankis / Laurynas Grigelis | 6  | 64 | 5        |                     |
| 4 | Bandera de Pakistán | Aqeel Khan                            | 64 | 78 | 4        |                     |
| 4 | Bandera de Lituania | Ričardas Berankis                     | 77 | 66 | 6        |                     |
| 5 | Bandera de Pakistán | Aisam-ul-Haq Qureshi                  | 6  | 77 |          |                     |
| 5 | Bandera de Lituania | Edas Butvilas                         | 4  | 62 |          |                     |

| | Bandera de Perú    | Perú                                | 3         | 1 | Bolivia | Bandera de Bolivia |
| --- | ------------------ | ----------------------------------- | --------- | - | ------- | ------------------ |
| Club Lawn Tennis de La Exposición, Lima, Perú 4 y 5 de marzo de 2022 (Tierra batida) |                    |                                     |           |   |         |                    |
| \| 1 \| \| Juan Pablo Varillas \| 6 \| 6 \| \| \| 1 \| \| Murkel Dellien \| 2 \| 2 \| \| \| 2 \| \| Conner Huertas del Pino \| 1 \| 4 \| \| \| 2 \| \| Hugo Dellien \| 6 \| 6 \| \| \| 3 \| \| Sergio Galdós / Juan Pablo Varillas \| 3 \| 6 \| 7 \| \| 3 \| \| Boris Arias / Federico Zeballos \| 6 \| 3 \| 5 \| \| 4 \| \| Juan Pablo Varillas \| 6 \| 4 \| 710 \| \| 4 \| \| Hugo Dellien \| 4 \| 6 \| 68 \| \| 5 \| \| Conner Huertas del Pino \| No \| \| \| \| 5 \| \| Murkel Dellien \| disputado \| \| \| |                    |                                     |           |   |         |                    |
| 1 | Bandera de Perú    | Juan Pablo Varillas                 | 6         | 6 |         |                    |
| 1 | Bandera de Bolivia | Murkel Dellien                      | 2         | 2 |         |                    |
| 2 | Bandera de Perú    | Conner Huertas del Pino             | 1         | 4 |         |                    |
| 2 | Bandera de Bolivia | Hugo Dellien                        | 6         | 6 |         |                    |
| 3 | Bandera de Perú    | Sergio Galdós / Juan Pablo Varillas | 3         | 6 | 7       |                    |
| 3 | Bandera de Bolivia | Boris Arias / Federico Zeballos     | 6         | 3 | 5       |                    |
| 4 | Bandera de Perú    | Juan Pablo Varillas                 | 6         | 4 | 710     |                    |
| 4 | Bandera de Bolivia | Hugo Dellien                        | 4         | 6 | 68      |                    |
| 5 | Bandera de Perú    | Conner Huertas del Pino             | No        |   |         |                    |
| 5 | Bandera de Bolivia | Murkel Dellien                      | disputado |   |         |                    |

| | Bandera de Suiza  | Suiza                                  | 3         | 1  | Líbano | Bandera de Líbano |
| --- | ----------------- | -------------------------------------- | --------- | -- | ------ | ----------------- |
| Jan Group Arena, Biena, Suiza 4 y 5 de marzo de 2022 (Dura, bajo techo) |                   |                                        |           |    |        |                   |
| \| 1 \| \| Dominic Stricker \| 3 \| 3 \| \| \| 1 \| \| Benjamin Hassan \| 6 \| 6 \| \| \| 2 \| \| Henri Laaksonen \| 5 \| 6 \| 6 \| \| 2 \| \| Hady Habib \| 7 \| 3 \| 3 \| \| 3 \| \| Marc-Andrea Huesler / Dominic Stricker \| 6 \| 77 \| \| \| 3 \| \| Hady Habib / Benjamin Hassan \| 4 \| 63 \| \| \| 4 \| \| Henri Laaksonen \| 6 \| 77 \| \| \| 4 \| \| Benjamin Hassan \| 4 \| 64 \| \| \| 5 \| \| Dominic Stricker \| No \| \| \| \| 5 \| \| Hady Habib \| disputado \| \| \| |                   |                                        |           |    |        |                   |
| 1 | Bandera de Suiza  | Dominic Stricker                       | 3         | 3  |        |                   |
| 1 | Bandera de Líbano | Benjamin Hassan                        | 6         | 6  |        |                   |
| 2 | Bandera de Suiza  | Henri Laaksonen                        | 5         | 6  | 6      |                   |
| 2 | Bandera de Líbano | Hady Habib                             | 7         | 3  | 3      |                   |
| 3 | Bandera de Suiza  | Marc-Andrea Huesler / Dominic Stricker | 6         | 77 |        |                   |
| 3 | Bandera de Líbano | Hady Habib / Benjamin Hassan           | 4         | 63 |        |                   |
| 4 | Bandera de Suiza  | Henri Laaksonen                        | 6         | 77 |        |                   |
| 4 | Bandera de Líbano | Benjamin Hassan                        | 4         | 64 |        |                   |
| 5 | Bandera de Suiza  | Dominic Stricker                       | No        |    |        |                   |
| 5 | Bandera de Líbano | Hady Habib                             | disputado |    |        |                   |

| | Bandera de México      | México | w/o | - | Bielorrusia | Bandera de Bielorrusia |
| --- | ---------------------- | ------ | --- | - | ----------- | ---------------------- |
| Estadio Rafael "Pelón" Osuna, Ciudad de México, México 4 y 5 de marzo de 2022 (Tierra batida)                                                                                                 |                        |        |     |   |             |                        |
| \| 1 \| \| \| \| \| \| \| \| \| \| \| \| 2 \| \| \| \| \| \| \| \| \| \| \| \| 3 \| \| \| \| \| \| \| \| \| \| \| \| 4 \| \| \| \| \| \| \| \| \| \| \| \| 5 \| \| \| \| \| \| \| \| \| \| \| |                        |        |     |   |             |                        |
| 1 | Bandera de México      |        |     |   |             |                        |
| 1 | Bandera de Bielorrusia |        |     |   |             |                        |
| 2 | Bandera de México      |        |     |   |             |                        |
| 2 | Bandera de Bielorrusia |        |     |   |             |                        |
| 3 | Bandera de México      |        |     |   |             |                        |
| 3 | Bandera de Bielorrusia |        |     |   |             |                        |
| 4 | Bandera de México      |        |     |   |             |                        |
| 4 | Bandera de Bielorrusia |        |     |   |             |                        |
| 5 | Bandera de México      |        |     |   |             |                        |
| 5 | Bandera de Bielorrusia |        |     |   |             |                        |

### Grupo Mundial II
La clasificación para el nuevo Grupo Mundial II, fue la siguiente:
- 10 equipos ganadores del Play-offs Grupo Mundial II.
- 12 equipos perdedores del Play-offs Grupo Mundial I.
- 2 equipos perdedores mejor clasificados de los play-offs del Grupo Mundial II (China y Tailandia).[14]

| Equipos participantes | Equipos participantes  | Equipos participantes | Equipos participantes | Equipos participantes | Equipos participantes |
| · Barbados            | · Bolivia              | · Bulgaria            | · China               | · China Taipéi        | · Dinamarca           |
| · Egipto              | · El Salvador          | · Eslovenia           | · Estonia             | · Grecia              | · Hong Kong           |
| · Indonesia           | · Irlanda              | · Letonia             | · Líbano              | · Lituania            | · Mónaco              |
| · Polonia             | · República Dominicana | · Sudáfrica           | · Tailandia           | · Túnez               | · Uruguay             |
| --------------------- | ---------------------- | --------------------- | --------------------- | --------------------- | --------------------- |

| | Bandera de Uruguay                    | Uruguay                       | 2 | 3  | China | Bandera de la República Popular China |
| --- | ------------------------------------- | ----------------------------- | - | -- | ----- | ------------------------------------- |
| Carrasco Lawn Tenis Club, Montevideo, Uruguay 16 al 17 de septiembre de 2022 (Tierra batida) |                                       |                               |   |    |       |                                       |
| \| 1 \| \| Ignacio Carou \| 2 \| 2 \| \| \| 1 \| \| Zhizhen Zhang \| 6 \| 6 \| \| \| 2 \| \| Martín Cuevas \| 4 \| 6 \| 7 \| \| 2 \| \| Bu Yunchaokete \| 6 \| 4 \| 64 \| \| 3 \| \| Ignacio Carou / Martín Cuevas \| 6 \| 6 \| \| \| 3 \| \| Rigele Te / Bu Yunchaokete \| 4 \| 4 \| \| \| 4 \| \| Martín Cuevas \| 0 \| 2 \| \| \| 4 \| \| Zhizhen Zhang \| 6 \| 6 \| \| \| 5 \| \| Ignacio Carou \| 3 \| 63 \| \| \| 5 \| \| Rigele Te \| 6 \| 77 \| \| |                                       |                               |   |    |       |                                       |
| 1 | Bandera de Uruguay                    | Ignacio Carou                 | 2 | 2  |       |                                       |
| 1 | Bandera de la República Popular China | Zhizhen Zhang                 | 6 | 6  |       |                                       |
| 2 | Bandera de Uruguay                    | Martín Cuevas                 | 4 | 6  | 7     |                                       |
| 2 | Bandera de la República Popular China | Bu Yunchaokete                | 6 | 4  | 64    |                                       |
| 3 | Bandera de Uruguay                    | Ignacio Carou / Martín Cuevas | 6 | 6  |       |                                       |
| 3 | Bandera de la República Popular China | Rigele Te / Bu Yunchaokete    | 4 | 4  |       |                                       |
| 4 | Bandera de Uruguay                    | Martín Cuevas                 | 0 | 2  |       |                                       |
| 4 | Bandera de la República Popular China | Zhizhen Zhang                 | 6 | 6  |       |                                       |
| 5 | Bandera de Uruguay                    | Ignacio Carou                 | 3 | 63 |       |                                       |
| 5 | Bandera de la República Popular China | Rigele Te                     | 6 | 77 |       |                                       |

| | Bandera de Líbano | Líbano                          | 3 | 2  | Mónaco | Bandera de Mónaco |
| --- | ----------------- | ------------------------------- | - | -- | ------ | ----------------- |
| Notre Dame University, Zouk Mosbeh, Líbano 16 al 17 de septiembre de 2022 (Dura) |                   |                                 |   |    |        |                   |
| \| 1 \| \| Hady Habib \| 1 \| 6 \| 6 \| \| 1 \| \| Valentin Vacherot \| 6 \| 3 \| 4 \| \| 2 \| \| Benjamin Hassan \| 6 \| 6 \| \| \| 2 \| \| Lucas Catarina \| 3 \| 1 \| \| \| 3 \| \| Benjamin Hassan / Hasan Ibrahim \| 6 \| 62 \| 4 \| \| 3 \| \| Romain Arneodo / Hugo Nys \| 2 \| 77 \| 6 \| \| 4 \| \| Benjamin Hassan \| 3 \| 63 \| \| \| 4 \| \| Valentin Vacherot \| 6 \| 77 \| \| \| 5 \| \| Hady Habib \| 6 \| 65 \| 6 \| \| 5 \| \| Hugo Nys \| 2 \| 77 \| 2 \| |                   |                                 |   |    |        |                   |
| 1 | Bandera de Líbano | Hady Habib                      | 1 | 6  | 6      |                   |
| 1 | Bandera de Mónaco | Valentin Vacherot               | 6 | 3  | 4      |                   |
| 2 | Bandera de Líbano | Benjamin Hassan                 | 6 | 6  |        |                   |
| 2 | Bandera de Mónaco | Lucas Catarina                  | 3 | 1  |        |                   |
| 3 | Bandera de Líbano | Benjamin Hassan / Hasan Ibrahim | 6 | 62 | 4      |                   |
| 3 | Bandera de Mónaco | Romain Arneodo / Hugo Nys       | 2 | 77 | 6      |                   |
| 4 | Bandera de Líbano | Benjamin Hassan                 | 3 | 63 |        |                   |
| 4 | Bandera de Mónaco | Valentin Vacherot               | 6 | 77 |        |                   |
| 5 | Bandera de Líbano | Hady Habib                      | 6 | 65 | 6      |                   |
| 5 | Bandera de Mónaco | Hugo Nys                        | 2 | 77 | 2      |                   |

| | Bandera de Lituania | Lituania                               | 4 | 1 | Egipto | Bandera de Egipto |
| --- | ------------------- | -------------------------------------- | - | - | ------ | ----------------- |
| SEB Arena, Vilna, Lituania 17 al 18 de septiembre de 2022 (Dura, bajo techo) |                     |                                        |   |   |        |                   |
| \| 1 \| \| Edas Butvilas \| 6 \| 1 \| 2 \| \| 1 \| \| Mohamed Safwat \| 1 \| 6 \| 6 \| \| 2 \| \| Ričardas Berankis \| 6 \| 6 \| \| \| 2 \| \| Amr Elsayed \| 1 \| 2 \| \| \| 3 \| \| Ričardas Berankis / Edas Butvilas \| 4 \| 6 \| 6 \| \| 3 \| \| Karim-Mohamed Maamoun / Mohamed Safwat \| 6 \| 1 \| 4 \| \| 4 \| \| Ričardas Berankis \| 6 \| 6 \| \| \| 4 \| \| Mohamed Safwat \| 2 \| 1 \| \| \| 5 \| \| Ainius Sabaliauskas \| 6 \| 7 \| \| \| 5 \| \| Michael Bassem Sobhy \| 3 \| 5 \| \| |                     |                                        |   |   |        |                   |
| 1 | Bandera de Lituania | Edas Butvilas                          | 6 | 1 | 2      |                   |
| 1 | Bandera de Egipto   | Mohamed Safwat                         | 1 | 6 | 6      |                   |
| 2 | Bandera de Lituania | Ričardas Berankis                      | 6 | 6 |        |                   |
| 2 | Bandera de Egipto   | Amr Elsayed                            | 1 | 2 |        |                   |
| 3 | Bandera de Lituania | Ričardas Berankis / Edas Butvilas      | 4 | 6 | 6      |                   |
| 3 | Bandera de Egipto   | Karim-Mohamed Maamoun / Mohamed Safwat | 6 | 1 | 4      |                   |
| 4 | Bandera de Lituania | Ričardas Berankis                      | 6 | 6 |        |                   |
| 4 | Bandera de Egipto   | Mohamed Safwat                         | 2 | 1 |        |                   |
| 5 | Bandera de Lituania | Ainius Sabaliauskas                    | 6 | 7 |        |                   |
| 5 | Bandera de Egipto   | Michael Bassem Sobhy                   | 3 | 5 |        |                   |

| | Bandera de Tailandia | Tailandia                          | 3         | 1 | Bolivia | Bandera de Bolivia |
| --- | -------------------- | ---------------------------------- | --------- | - | ------- | ------------------ |
| The Lawn Tennis Association of Thailand, Bangkok, Tailandia 16 al 17 de septiembre de 2022 (Dura) |                      |                                    |           |   |         |                    |
| \| 1 \| \| Kasidit Samrej \| 6 \| 6 \| \| \| 1 \| \| Federico Zeballos \| 3 \| 2 \| \| \| 2 \| \| Yuttana Charoenphon \| 6 \| 0 \| 78 \| \| 2 \| \| Murkel Dellien \| 2 \| 6 \| 6 \| \| 3 \| \| Pruchya Isaro / Thantub Suksumrarn \| 4 \| 4 \| \| \| 3 \| \| Boris Arias / Federico Zeballos \| 6 \| 6 \| \| \| 4 \| \| Kasidit Samrej \| 5 \| 6 \| 6 \| \| 4 \| \| Murkel Dellien \| 7 \| 2 \| 1 \| \| 5 \| \| Yuttana Charoenphon \| No \| \| \| \| 5 \| \| Federico Zeballos \| disputado \| \| \| |                      |                                    |           |   |         |                    |
| 1 | Bandera de Tailandia | Kasidit Samrej                     | 6         | 6 |         |                    |
| 1 | Bandera de Bolivia   | Federico Zeballos                  | 3         | 2 |         |                    |
| 2 | Bandera de Tailandia | Yuttana Charoenphon                | 6         | 0 | 78      |                    |
| 2 | Bandera de Bolivia   | Murkel Dellien                     | 2         | 6 | 6       |                    |
| 3 | Bandera de Tailandia | Pruchya Isaro / Thantub Suksumrarn | 4         | 4 |         |                    |
| 3 | Bandera de Bolivia   | Boris Arias / Federico Zeballos    | 6         | 6 |         |                    |
| 4 | Bandera de Tailandia | Kasidit Samrej                     | 5         | 6 | 6       |                    |
| 4 | Bandera de Bolivia   | Murkel Dellien                     | 7         | 2 | 1       |                    |
| 5 | Bandera de Tailandia | Yuttana Charoenphon                | No        |   |         |                    |
| 5 | Bandera de Bolivia   | Federico Zeballos                  | disputado |   |         |                    |

| | Bandera de China Taipéi | China Taipéi                 | 3         | 1  | Hong Kong | Bandera de Hong Kong |
| --- | ----------------------- | ---------------------------- | --------- | -- | --------- | -------------------- |
| Taipei Tennis Center, Taipéi, China Taipéi 17 al 18 de septiembre de 2022 (Dura) |                         |                              |           |    |           |                      |
| \| 1 \| \| Jason Jung \| 6 \| 4 \| 68 \| \| 1 \| \| Coleman Wong \| 1 \| 6 \| 710 \| \| 2 \| \| Wu-Tung Lin \| 6 \| 6 \| \| \| 2 \| \| Kit Wong Hong \| 2 \| 2 \| \| \| 3 \| \| Ray Ho / Yu Hsiou Hsu \| 3 \| 77 \| 7 \| \| 3 \| \| Chun Hun Wong / Coleman Wong \| 6 \| 61 \| 65 \| \| 4 \| \| Wu-Tung Lin \| 6 \| 6 \| \| \| 4 \| \| Coleman Wong \| 1 \| 2 \| \| \| 5 \| \| Jason Jung \| No \| \| \| \| 5 \| \| Kit Wong Hong \| disputado \| \| \| |                         |                              |           |    |           |                      |
| 1 | Bandera de China Taipéi | Jason Jung                   | 6         | 4  | 68        |                      |
| 1 | Bandera de Hong Kong    | Coleman Wong                 | 1         | 6  | 710       |                      |
| 2 | Bandera de China Taipéi | Wu-Tung Lin                  | 6         | 6  |           |                      |
| 2 | Bandera de Hong Kong    | Kit Wong Hong                | 2         | 2  |           |                      |
| 3 | Bandera de China Taipéi | Ray Ho / Yu Hsiou Hsu        | 3         | 77 | 7         |                      |
| 3 | Bandera de Hong Kong    | Chun Hun Wong / Coleman Wong | 6         | 61 | 65        |                      |
| 4 | Bandera de China Taipéi | Wu-Tung Lin                  | 6         | 6  |           |                      |
| 4 | Bandera de Hong Kong    | Coleman Wong                 | 1         | 2  |           |                      |
| 5 | Bandera de China Taipéi | Jason Jung                   | No        |    |           |                      |
| 5 | Bandera de Hong Kong    | Kit Wong Hong                | disputado |    |           |                      |

| | Bandera de Eslovenia | Eslovenia                       | 4         | 0    | Estonia | Bandera de Estonia |
| --- | -------------------- | ------------------------------- | --------- | ---- | ------- | ------------------ |
| Tennis Center Portorož, Portorož, Eslovenia 16 al 17 de septiembre de 2022 (Tierra batida) |                      |                                 |           |      |         |                    |
| \| 1 \| \| Bor Artnak \| 0 \| 6 \| 6 \| \| 1 \| \| Mark Lajal \| 6 \| 1 \| 3 \| \| 2 \| \| Aljaž Bedene \| 65 \| 6 \| 6 \| \| 2 \| \| Kristjan Tamm \| 77 \| 3 \| 4 \| \| 3 \| \| Aljaž Bedene / Blaž Kavčič \| 6 \| 3 \| 6 \| \| 3 \| \| Kenneth Raisma / Mattias Siimar \| 3 \| 6 \| 1 \| \| 4 \| \| Matic Kriznik \| 3 \| \| \| \| 4 \| \| Mark Lajal \| 4 \| ret. \| \| \| 5 \| \| Bor Artnak \| No \| \| \| \| 5 \| \| Kristjan Tamm \| disputado \| \| \| |                      |                                 |           |      |         |                    |
| 1 | Bandera de Eslovenia | Bor Artnak                      | 0         | 6    | 6       |                    |
| 1 | Bandera de Estonia   | Mark Lajal                      | 6         | 1    | 3       |                    |
| 2 | Bandera de Eslovenia | Aljaž Bedene                    | 65        | 6    | 6       |                    |
| 2 | Bandera de Estonia   | Kristjan Tamm                   | 77        | 3    | 4       |                    |
| 3 | Bandera de Eslovenia | Aljaž Bedene / Blaž Kavčič      | 6         | 3    | 6       |                    |
| 3 | Bandera de Estonia   | Kenneth Raisma / Mattias Siimar | 3         | 6    | 1       |                    |
| 4 | Bandera de Eslovenia | Matic Kriznik                   | 3         |      |         |                    |
| 4 | Bandera de Estonia   | Mark Lajal                      | 4         | ret. |         |                    |
| 5 | Bandera de Eslovenia | Bor Artnak                      | No        |      |         |                    |
| 5 | Bandera de Estonia   | Kristjan Tamm                   | disputado |      |         |                    |

| | Bandera de Túnez  | Túnez                                   | 1         | 3  | Grecia | Bandera de Grecia |
| --- | ----------------- | --------------------------------------- | --------- | -- | ------ | ----------------- |
| Magic Hotel Skanes Family, Monastir, Túnez 16 al 17 de septiembre de 2022 (Dura) |                   |                                         |           |    |        |                   |
| \| 1 \| \| Aziz Dougaz \| 63 \| 2 \| \| \| 1 \| \| Stefanos Tsitsipas \| 77 \| 6 \| \| \| 2 \| \| Skander Mansouri \| 4 \| 3 \| \| \| 2 \| \| Michail Pervolarakis \| 6 \| 6 \| \| \| 3 \| \| Malek Jaziri / Skander Mansouri \| 65 \| 77 \| 6 \| \| 3 \| \| Petros Tsitsipas / Michail Pervolarakis \| 77 \| 65 \| 3 \| \| 4 \| \| Skander Mansouri \| 2 \| 4 \| \| \| 4 \| \| Stefanos Tsitsipas \| 6 \| 6 \| \| \| 5 \| \| Aziz Dougaz \| No \| \| \| \| 5 \| \| Michail Pervolarakis \| disputado \| \| \| |                   |                                         |           |    |        |                   |
| 1 | Bandera de Túnez  | Aziz Dougaz                             | 63        | 2  |        |                   |
| 1 | Bandera de Grecia | Stefanos Tsitsipas                      | 77        | 6  |        |                   |
| 2 | Bandera de Túnez  | Skander Mansouri                        | 4         | 3  |        |                   |
| 2 | Bandera de Grecia | Michail Pervolarakis                    | 6         | 6  |        |                   |
| 3 | Bandera de Túnez  | Malek Jaziri / Skander Mansouri         | 65        | 77 | 6      |                   |
| 3 | Bandera de Grecia | Petros Tsitsipas / Michail Pervolarakis | 77        | 65 | 3      |                   |
| 4 | Bandera de Túnez  | Skander Mansouri                        | 2         | 4  |        |                   |
| 4 | Bandera de Grecia | Stefanos Tsitsipas                      | 6         | 6  |        |                   |
| 5 | Bandera de Túnez  | Aziz Dougaz                             | No        |    |        |                   |
| 5 | Bandera de Grecia | Michail Pervolarakis                    | disputado |    |        |                   |

| | Bandera de El Salvador | El Salvador                           | 2  | 3 | Dinamarca | Bandera de Dinamarca |
| --- | ---------------------- | ------------------------------------- | -- | - | --------- | -------------------- |
| Club El Encanto, San José Villanueva, El Salvador 17 al 18 de septiembre de 2022 (Dura) |                        |                                       |    |   |           |                      |
| \| 1 \| \| Marcelo Arévalo \| 77 \| 6 \| \| \| 1 \| \| Elmer Moller \| 62 \| 4 \| \| \| 2 \| \| Cesar Cruz \| 4 \| 4 \| \| \| 2 \| \| Johannes Ingildsen \| 6 \| 6 \| \| \| 3 \| \| Marcelo Arévalo / Lluis Miralles \| 6 \| 4 \| 2 \| \| 3 \| \| Johannes Ingildsen / Frederik Nielsen \| 2 \| 6 \| 6 \| \| 4 \| \| Marcelo Arévalo \| 3 \| 6 \| 6 \| \| 4 \| \| Christian Sigsgaard \| 6 \| 2 \| 1 \| \| 5 \| \| Cesar Cruz \| 1 \| 0 \| \| \| 5 \| \| Elmer Moller \| 6 \| 6 \| \| |                        |                                       |    |   |           |                      |
| 1 | Bandera de El Salvador | Marcelo Arévalo                       | 77 | 6 |           |                      |
| 1 | Bandera de Dinamarca   | Elmer Moller                          | 62 | 4 |           |                      |
| 2 | Bandera de El Salvador | Cesar Cruz                            | 4  | 4 |           |                      |
| 2 | Bandera de Dinamarca   | Johannes Ingildsen                    | 6  | 6 |           |                      |
| 3 | Bandera de El Salvador | Marcelo Arévalo / Lluis Miralles      | 6  | 4 | 2         |                      |
| 3 | Bandera de Dinamarca   | Johannes Ingildsen / Frederik Nielsen | 2  | 6 | 6         |                      |
| 4 | Bandera de El Salvador | Marcelo Arévalo                       | 3  | 6 | 6         |                      |
| 4 | Bandera de Dinamarca   | Christian Sigsgaard                   | 6  | 2 | 1         |                      |
| 5 | Bandera de El Salvador | Cesar Cruz                            | 1  | 0 |           |                      |
| 5 | Bandera de Dinamarca   | Elmer Moller                          | 6  | 6 |           |                      |

| | Bandera de Polonia   | Polonia                                    | 5 | 0 | Indonesia | Bandera de Indonesia |
| --- | -------------------- | ------------------------------------------ | - | - | --------- | -------------------- |
| Hala Widowiskowo Sportowa, Inowrocław, Polonia 16 al 17 de septiembre de 2022 (Dura, bajo techo) |                      |                                            |   |   |           |                      |
| \| 1 \| \| Kamil Majchrzak \| 6 \| 6 \| \| \| 1 \| \| Nathan Anthony Barki \| 0 \| 0 \| \| \| 2 \| \| Olaf Pieczkowski \| 7 \| 6 \| \| \| 2 \| \| Fitriadi M Rifqi \| 5 \| 0 \| \| \| 3 \| \| Łukasz Kubot / Jan Zieliński \| 6 \| 6 \| \| \| 3 \| \| Nathan Anthony Barki / Christopher Rungkat \| 3 \| 4 \| \| \| 4 \| \| Kamil Majchrzak \| 6 \| 6 \| \| \| 4 \| \| Tegar Wibowo \| 0 \| 1 \| \| \| 5 \| \| Olaf Pieczkowski \| 6 \| 6 \| \| \| 5 \| \| Lucky Kurniawan \| 4 \| 2 \| \| |                      |                                            |   |   |           |                      |
| 1 | Bandera de Polonia   | Kamil Majchrzak                            | 6 | 6 |           |                      |
| 1 | Bandera de Indonesia | Nathan Anthony Barki                       | 0 | 0 |           |                      |
| 2 | Bandera de Polonia   | Olaf Pieczkowski                           | 7 | 6 |           |                      |
| 2 | Bandera de Indonesia | Fitriadi M Rifqi                           | 5 | 0 |           |                      |
| 3 | Bandera de Polonia   | Łukasz Kubot / Jan Zieliński               | 6 | 6 |           |                      |
| 3 | Bandera de Indonesia | Nathan Anthony Barki / Christopher Rungkat | 3 | 4 |           |                      |
| 4 | Bandera de Polonia   | Kamil Majchrzak                            | 6 | 6 |           |                      |
| 4 | Bandera de Indonesia | Tegar Wibowo                               | 0 | 1 |           |                      |
| 5 | Bandera de Polonia   | Olaf Pieczkowski                           | 6 | 6 |           |                      |
| 5 | Bandera de Indonesia | Lucky Kurniawan                            | 4 | 2 |           |                      |

| | Bandera de Bulgaria  | Bulgaria                             | 3         | 0  | Sudáfrica | Bandera de Sudáfrica |
| --- | -------------------- | ------------------------------------ | --------- | -- | --------- | -------------------- |
| National Tennis Centre, Sofía, Bulgaria 16 al 17 de septiembre de 2022 (Tierra batida) |                      |                                      |           |    |           |                      |
| \| 1 \| \| Dimitar Kuzmanov \| 6 \| 6 \| \| \| 1 \| \| Lleyton Cronje \| 3 \| 1 \| \| \| 2 \| \| Alexandar Lazarov \| 6 \| 6 \| \| \| 2 \| \| Philip Henning \| 0 \| 1 \| \| \| 3 \| \| Alexander Donski / Alexandar Lazarov \| 6 \| 78 \| \| \| 3 \| \| Lleyton Cronje / Raven Klaasen \| 3 \| 66 \| \| \| 4 \| \| Dimitar Kuzmanov \| No \| \| \| \| 4 \| \| Philip Henning \| disputado \| \| \| \| 5 \| \| Alexandar Lazarov \| No \| \| \| \| 5 \| \| Lleyton Cronje \| disputado \| \| \| |                      |                                      |           |    |           |                      |
| 1 | Bandera de Bulgaria  | Dimitar Kuzmanov                     | 6         | 6  |           |                      |
| 1 | Bandera de Sudáfrica | Lleyton Cronje                       | 3         | 1  |           |                      |
| 2 | Bandera de Bulgaria  | Alexandar Lazarov                    | 6         | 6  |           |                      |
| 2 | Bandera de Sudáfrica | Philip Henning                       | 0         | 1  |           |                      |
| 3 | Bandera de Bulgaria  | Alexander Donski / Alexandar Lazarov | 6         | 78 |           |                      |
| 3 | Bandera de Sudáfrica | Lleyton Cronje / Raven Klaasen       | 3         | 66 |           |                      |
| 4 | Bandera de Bulgaria  | Dimitar Kuzmanov                     | No        |    |           |                      |
| 4 | Bandera de Sudáfrica | Philip Henning                       | disputado |    |           |                      |
| 5 | Bandera de Bulgaria  | Alexandar Lazarov                    | No        |    |           |                      |
| 5 | Bandera de Sudáfrica | Lleyton Cronje                       | disputado |    |           |                      |

| | Bandera de Barbados | Barbados                  | 2  | 3 | Irlanda | Bandera de Irlanda |
| --- | ------------------- | ------------------------- | -- | - | ------- | ------------------ |
| National Tennis Centre, Saint Michael, Barbados 16 al 17 de septiembre de 2022 (Dura) |                     |                           |    |   |         |                    |
| \| 1 \| \| Matthew Foster-Estwick \| 2 \| 1 \| \| \| 1 \| \| Simon Carr \| 6 \| 6 \| \| \| 2 \| \| Darian King \| 79 \| 6 \| \| \| 2 \| \| Osgar O'Hoisin \| 67 \| 3 \| \| \| 3 \| \| Darian King / Hadyn Lewis \| 66 \| 3 \| \| \| 3 \| \| Simon Carr / David O'Hare \| 78 \| 6 \| \| \| 4 \| \| Darian King \| 6 \| 6 \| \| \| 4 \| \| Simon Carr \| 3 \| 2 \| \| \| 5 \| \| Kaipo Marshall \| 0 \| 3 \| \| \| 5 \| \| Osgar O'Hoisin \| 6 \| 6 \| \| |                     |                           |    |   |         |                    |
| 1 | Bandera de Barbados | Matthew Foster-Estwick    | 2  | 1 |         |                    |
| 1 | Bandera de Irlanda  | Simon Carr                | 6  | 6 |         |                    |
| 2 | Bandera de Barbados | Darian King               | 79 | 6 |         |                    |
| 2 | Bandera de Irlanda  | Osgar O'Hoisin            | 67 | 3 |         |                    |
| 3 | Bandera de Barbados | Darian King / Hadyn Lewis | 66 | 3 |         |                    |
| 3 | Bandera de Irlanda  | Simon Carr / David O'Hare | 78 | 6 |         |                    |
| 4 | Bandera de Barbados | Darian King               | 6  | 6 |         |                    |
| 4 | Bandera de Irlanda  | Simon Carr                | 3  | 2 |         |                    |
| 5 | Bandera de Barbados | Kaipo Marshall            | 0  | 3 |         |                    |
| 5 | Bandera de Irlanda  | Osgar O'Hoisin            | 6  | 6 |         |                    |

| | Bandera de Letonia                 | Letonia                            | 3 | 2 | República Dominicana | Bandera de la República Dominicana |
| --- | ---------------------------------- | ---------------------------------- | - | - | -------------------- | ---------------------------------- |
| National Tennis Centre Lielupe, Jūrmala, Letonia 16 al 17 de septiembre de 2022 (Dura, bajo techo) |                                    |                                    |   |   |                      |                                    |
| \| 1 \| \| Robert Strombachs \| 6 \| 6 \| \| \| 1 \| \| Peter Bertran \| 3 \| 1 \| \| \| 2 \| \| Karlis Ozolins \| 6 \| 6 \| \| \| 2 \| \| Nick Hardt \| 3 \| 4 \| \| \| 3 \| \| Karlis Ozolins / Robert Strombachs \| 6 \| 4 \| 6 \| \| 3 \| \| Víctor Estrella / Nick Hardt \| 3 \| 6 \| 3 \| \| 4 \| \| Daniels Tens \| 2 \| 2 \| \| \| 4 \| \| Nick Hardt \| 6 \| 6 \| \| \| 5 \| \| Karlis Ozolins \| 4 \| 6 \| [3] \| \| 5 \| \| Peter Bertran \| 6 \| 3 \| [10] \| |                                    |                                    |   |   |                      |                                    |
| 1 | Bandera de Letonia                 | Robert Strombachs                  | 6 | 6 |                      |                                    |
| 1 | Bandera de la República Dominicana | Peter Bertran                      | 3 | 1 |                      |                                    |
| 2 | Bandera de Letonia                 | Karlis Ozolins                     | 6 | 6 |                      |                                    |
| 2 | Bandera de la República Dominicana | Nick Hardt                         | 3 | 4 |                      |                                    |
| 3 | Bandera de Letonia                 | Karlis Ozolins / Robert Strombachs | 6 | 4 | 6                    |                                    |
| 3 | Bandera de la República Dominicana | Víctor Estrella / Nick Hardt       | 3 | 6 | 3                    |                                    |
| 4 | Bandera de Letonia                 | Daniels Tens                       | 2 | 2 |                      |                                    |
| 4 | Bandera de la República Dominicana | Nick Hardt                         | 6 | 6 |                      |                                    |
| 5 | Bandera de Letonia                 | Karlis Ozolins                     | 4 | 6 | [3]                  |                                    |
| 5 | Bandera de la República Dominicana | Peter Bertran                      | 6 | 3 | [10]                 |                                    |

### Play-offs Grupo Mundial II
La clasificación para los Play-offs del nuevo Grupo Mundial II, fue la siguiente:
Estos veinticuatro equipos son:
- 2 equipos perdedores de la Ronda Knock-outs del Grupo Mundial II.
- 12 equipos perdedores del Grupo Mundial II.
- 10 equipos de su zona del Grupo III:
  - 3 de Europa.
  - 3 de Asia/Oceanía.
  - 2 de América.
  - 2 de África.

| Zona Americana         | Zona Americana         | Zona Americana         | Zona Americana         | Zona Americana         | Zona Americana         |
| El Salvador            | Guatemala              | Jamaica                | Paraguay               | República Dominicana   | Venezuela              |
| Zona Asiática/Oceánica | Zona Asiática/Oceánica | Zona Asiática/Oceánica | Zona Asiática/Oceánica | Zona Asiática/Oceánica | Zona Asiática/Oceánica |
| China                  | China Taipéi           | Hong Kong              | Indonesia              | Islas del Pacífico     | Tailandia              |
| Vietnam                | -                      | -                      | -                      | -                      | -                      |
| Zona Europea/Africana  | Zona Europea/Africana  | Zona Europea/Africana  | Zona Europea/Africana  | Zona Europea/Africana  | Zona Europea/Africana  |
| Benín                  | Bulgaria               | Chipre                 | Egipto                 | Estonia                | Grecia                 |
| Irlanda                | Letonia                | Marruecos              | Mónaco                 | Zimbabue               | -                      |
| ---------------------- | ---------------------- | ---------------------- | ---------------------- | ---------------------- | ---------------------- |

| | Bandera de la República Popular China | China | - | w/o | Irlanda | Bandera de Irlanda |
| --- | ------------------------------------- | ----- | - | --- | ------- | ------------------ |
| China 4 y 5 de marzo de 2022 (Dura, bajo techo) |                                       |       |   |     |         |                    |
| \| 1 \| \| \| \| \| \| \| \| \| \| \| \| 2 \| \| \| \| \| \| \| \| \| \| \| \| 3 \| \| \| \| \| \| \| \| \| \| \| \| 4 \| \| \| \| \| \| \| \| \| \| \| \| 5 \| \| \| \| \| \| \| \| \| \| \| |                                       |       |   |     |         |                    |
| 1 | Bandera de la República Popular China |       |   |     |         |                    |
| 1 | Bandera de Irlanda                    |       |   |     |         |                    |
| 2 | Bandera de la República Popular China |       |   |     |         |                    |
| 2 | Bandera de Irlanda                    |       |   |     |         |                    |
| 3 | Bandera de la República Popular China |       |   |     |         |                    |
| 3 | Bandera de Irlanda                    |       |   |     |         |                    |
| 4 | Bandera de la República Popular China |       |   |     |         |                    |
| 4 | Bandera de Irlanda                    |       |   |     |         |                    |
| 5 | Bandera de la República Popular China |       |   |     |         |                    |
| 5 | Bandera de Irlanda                    |       |   |     |         |                    |

| | Bandera de la República Dominicana | República Dominicana         | 3         | 0 | Vietnam    | Bandera de Vietnam |
| --- | ---------------------------------- | ---------------------------- | --------- | - | ---------- | ------------------ |
| Centro Nacional De Tenis Parque Del Este, Santo Domingo, República Dominicana 4 y 5 de marzo de 2022 (Dura) |                                    |                              |           |   |            |                    |
| \| 1 \| \| Nick Hardt \| 6 \| 6 \| \| \| 1 \| \| Linh Giang Trinh \| 1 \| 4 \| \| \| 2 \| \| Roberto Cid Subervi \| 4 \| 6 \| 6 \| \| 2 \| \| Hoang Nam Ly \| 6 \| 3 \| 1 \| \| 3 \| \| Peter Bertran / Nick Hardt \| 67 \| 6 \| 6 \| \| 3 \| \| Quoc-Khanh Le / Hoang Nam Ly \| 79 \| 4 \| 1 \| \| 4 \| \| Alejandro Gandini \| 4 \| 1 \| suspendido \| \| 4 \| \| Phuong Van Nguyen \| 6 \| 2 \| \| \| 5 \| \| Roberto Cid Subervi \| No \| \| \| \| 5 \| \| Linh Giang Trinh \| disputado \| \| \| |                                    |                              |           |   |            |                    |
| 1 | Bandera de la República Dominicana | Nick Hardt                   | 6         | 6 |            |                    |
| 1 | Bandera de Vietnam                 | Linh Giang Trinh             | 1         | 4 |            |                    |
| 2 | Bandera de la República Dominicana | Roberto Cid Subervi          | 4         | 6 | 6          |                    |
| 2 | Bandera de Vietnam                 | Hoang Nam Ly                 | 6         | 3 | 1          |                    |
| 3 | Bandera de la República Dominicana | Peter Bertran / Nick Hardt   | 67        | 6 | 6          |                    |
| 3 | Bandera de Vietnam                 | Quoc-Khanh Le / Hoang Nam Ly | 79        | 4 | 1          |                    |
| 4 | Bandera de la República Dominicana | Alejandro Gandini            | 4         | 1 | suspendido |                    |
| 4 | Bandera de Vietnam                 | Phuong Van Nguyen            | 6         | 2 |            |                    |
| 5 | Bandera de la República Dominicana | Roberto Cid Subervi          | No        |   |            |                    |
| 5 | Bandera de Vietnam                 | Linh Giang Trinh             | disputado |   |            |                    |

| | Bandera de Tailandia | Tailandia                          | 1         | 3 | Letonia | Bandera de Letonia |
| --- | -------------------- | ---------------------------------- | --------- | - | ------- | ------------------ |
| Lawn Tennis Association of Thailand, Bangkok, Tailandia 4 y 5 de marzo de 2022 (Dura, bajo techo) |                      |                                    |           |   |         |                    |
| \| 1 \| \| Kasidit Samrej \| 64 \| 6 \| 4 \| \| 1 \| \| Robert Strombachs \| 77 \| 3 \| 6 \| \| 2 \| \| Yuttana Charoenphon \| 4 \| 2 \| \| \| 2 \| \| Ernests Gulbis \| 6 \| 6 \| \| \| 3 \| \| Pruchya Isaro / Thantub Suksumrarn \| 4 \| 7 \| 6 \| \| 3 \| \| Ernests Gulbis / Robert Strombachs \| 6 \| 5 \| 0 \| \| 4 \| \| Kasidit Samrej \| 4 \| 6 \| 4 \| \| 4 \| \| Ernests Gulbis \| 6 \| 4 \| 6 \| \| 5 \| \| Yuttana Charoenphon \| No \| \| \| \| 5 \| \| Robert Strombachs \| disputado \| \| \| |                      |                                    |           |   |         |                    |
| 1 | Bandera de Tailandia | Kasidit Samrej                     | 64        | 6 | 4       |                    |
| 1 | Bandera de Letonia   | Robert Strombachs                  | 77        | 3 | 6       |                    |
| 2 | Bandera de Tailandia | Yuttana Charoenphon                | 4         | 2 |         |                    |
| 2 | Bandera de Letonia   | Ernests Gulbis                     | 6         | 6 |         |                    |
| 3 | Bandera de Tailandia | Pruchya Isaro / Thantub Suksumrarn | 4         | 7 | 6       |                    |
| 3 | Bandera de Letonia   | Ernests Gulbis / Robert Strombachs | 6         | 5 | 0       |                    |
| 4 | Bandera de Tailandia | Kasidit Samrej                     | 4         | 6 | 4       |                    |
| 4 | Bandera de Letonia   | Ernests Gulbis                     | 6         | 4 | 6       |                    |
| 5 | Bandera de Tailandia | Yuttana Charoenphon                | No        |   |         |                    |
| 5 | Bandera de Letonia   | Robert Strombachs                  | disputado |   |         |                    |

| | Bandera de Guatemala    | Guatemala                                     | 0         | 4 | China Taipéi | Bandera de China Taipéi |
| --- | ----------------------- | --------------------------------------------- | --------- | - | ------------ | ----------------------- |
| Complejo de Tenis Ing. Juan José Hermosilla, Ciudad de Guatemala, Guatemala 4 y 5 de marzo de 2022 (Dura) |                         |                                               |           |   |              |                         |
| \| 1 \| \| Wilfredo González \| 0 \| 3 \| \| \| 1 \| \| Wu Tung-lin \| 6 \| 6 \| \| \| 2 \| \| Christopher Díaz Figueroa \| 5 \| 4 \| \| \| 2 \| \| Chun-hsin Tseng \| 7 \| 6 \| \| \| 3 \| \| Christopher Díaz Figueroa / Wilfredo González \| 4 \| 3 \| \| \| 3 \| \| Yen-Hsun Lu / Wu Tung-lin \| 6 \| 6 \| \| \| 4 \| \| Sebastian Domínguez \| 4 \| 3 \| \| \| 4 \| \| Chun-hsin Tseng \| 6 \| 6 \| \| \| 5 \| \| Christopher Díaz Figueroa \| No \| \| \| \| 5 \| \| Wu Tung-lin \| disputado \| \| \| |                         |                                               |           |   |              |                         |
| 1 | Bandera de Guatemala    | Wilfredo González                             | 0         | 3 |              |                         |
| 1 | Bandera de China Taipéi | Wu Tung-lin                                   | 6         | 6 |              |                         |
| 2 | Bandera de Guatemala    | Christopher Díaz Figueroa                     | 5         | 4 |              |                         |
| 2 | Bandera de China Taipéi | Chun-hsin Tseng                               | 7         | 6 |              |                         |
| 3 | Bandera de Guatemala    | Christopher Díaz Figueroa / Wilfredo González | 4         | 3 |              |                         |
| 3 | Bandera de China Taipéi | Yen-Hsun Lu / Wu Tung-lin                     | 6         | 6 |              |                         |
| 4 | Bandera de Guatemala    | Sebastian Domínguez                           | 4         | 3 |              |                         |
| 4 | Bandera de China Taipéi | Chun-hsin Tseng                               | 6         | 6 |              |                         |
| 5 | Bandera de Guatemala    | Christopher Díaz Figueroa                     | No        |   |              |                         |
| 5 | Bandera de China Taipéi | Wu Tung-lin                                   | disputado |   |              |                         |

| | Bandera de Indonesia | Indonesia                               | 3         | 0          | Venezuela | Bandera de Venezuela |
| --- | -------------------- | --------------------------------------- | --------- | ---------- | --------- | -------------------- |
| Tennis Outdoor Stadium Gelora Bung Karno, Yakarta, Indonesia 4 y 5 de marzo de 2022 (Dura) |                      |                                         |           |            |           |                      |
| \| 1 \| \| Fitriadi M Rifqi \| 6 \| 6 \| \| \| 1 \| \| Francisco Lamas Villarroel \| 3 \| 4 \| \| \| 2 \| \| Christopher Rungkat \| 77 \| 6 \| \| \| 2 \| \| Luis David Martínez \| 64 \| 1 \| \| \| 3 \| \| Fitriadi M Rifqi / Christopher Rungkat \| 6 \| 7 \| \| \| 3 \| \| Luis David Martínez / Jordi Muñoz Abreu \| 1 \| 5 \| \| \| 4 \| \| Fitriadi M Rifqi \| 5 \| \| \| \| 4 \| \| Luis David Martínez \| 4 \| suspendido \| \| \| 5 \| \| Christopher Rungkat \| No \| \| \| \| 5 \| \| Francisco Lamas Villarroel \| disputado \| \| \| |                      |                                         |           |            |           |                      |
| 1 | Bandera de Indonesia | Fitriadi M Rifqi                        | 6         | 6          |           |                      |
| 1 | Bandera de Venezuela | Francisco Lamas Villarroel              | 3         | 4          |           |                      |
| 2 | Bandera de Indonesia | Christopher Rungkat                     | 77        | 6          |           |                      |
| 2 | Bandera de Venezuela | Luis David Martínez                     | 64        | 1          |           |                      |
| 3 | Bandera de Indonesia | Fitriadi M Rifqi / Christopher Rungkat  | 6         | 7          |           |                      |
| 3 | Bandera de Venezuela | Luis David Martínez / Jordi Muñoz Abreu | 1         | 5          |           |                      |
| 4 | Bandera de Indonesia | Fitriadi M Rifqi                        | 5         |            |           |                      |
| 4 | Bandera de Venezuela | Luis David Martínez                     | 4         | suspendido |           |                      |
| 5 | Bandera de Indonesia | Christopher Rungkat                     | No        |            |           |                      |
| 5 | Bandera de Venezuela | Francisco Lamas Villarroel              | disputado |            |           |                      |

| | Bandera de Estonia              | Estonia                         | 4         | 0 | Islas del Pacífico | Bandera de Oceanía del Pacífico |
| --- | ------------------------------- | ------------------------------- | --------- | - | ------------------ | ------------------------------- |
| Forus Tenniscenter, Tallin, Estonia 4 y 5 de marzo de 2022 (Dura, bajo techo) |                                 |                                 |           |   |                    |                                 |
| \| 1 \| \| Jürgen Zopp \| 6 \| 6 \| \| \| 1 \| \| Clement Mainguy \| 2 \| 4 \| \| \| 2 \| \| Mark Lajal \| 7 \| 7 \| \| \| 2 \| \| Colin Sinclair \| 5 \| 5 \| \| \| 3 \| \| Kenneth Raisma / Jürgen Zopp \| 6 \| 6 \| \| \| 3 \| \| Brett Baudinet / Colin Sinclair \| 4 \| 2 \| \| \| 4 \| \| Vladimir Ivanov \| 6 \| 6 \| \| \| 4 \| \| Matthew Stubbings \| 2 \| 2 \| \| \| 5 \| \| Mark Lajal \| No \| \| \| \| 5 \| \| Clement Mainguy \| disputado \| \| \| |                                 |                                 |           |   |                    |                                 |
| 1 | Bandera de Estonia              | Jürgen Zopp                     | 6         | 6 |                    |                                 |
| 1 | Bandera de Oceanía del Pacífico | Clement Mainguy                 | 2         | 4 |                    |                                 |
| 2 | Bandera de Estonia              | Mark Lajal                      | 7         | 7 |                    |                                 |
| 2 | Bandera de Oceanía del Pacífico | Colin Sinclair                  | 5         | 5 |                    |                                 |
| 3 | Bandera de Estonia              | Kenneth Raisma / Jürgen Zopp    | 6         | 6 |                    |                                 |
| 3 | Bandera de Oceanía del Pacífico | Brett Baudinet / Colin Sinclair | 4         | 2 |                    |                                 |
| 4 | Bandera de Estonia              | Vladimir Ivanov                 | 6         | 6 |                    |                                 |
| 4 | Bandera de Oceanía del Pacífico | Matthew Stubbings               | 2         | 2 |                    |                                 |
| 5 | Bandera de Estonia              | Mark Lajal                      | No        |   |                    |                                 |
| 5 | Bandera de Oceanía del Pacífico | Clement Mainguy                 | disputado |   |                    |                                 |

| | Bandera de Egipto | Egipto                                 | 4 | 1 | Chipre | Bandera de Chipre |
| --- | ----------------- | -------------------------------------- | - | - | ------ | ----------------- |
| Gezira Sporting Club, El Cairo, Egipto 4 y 5 de marzo de 2022 (Tierra batida) |                   |                                        |   |   |        |                   |
| \| 1 \| \| Mohamed Safwat \| 6 \| 6 \| \| \| 1 \| \| Menelaos Efstathiou \| 3 \| 2 \| \| \| 2 \| \| Karim-Mohamed Maamoun \| 3 \| 4 \| \| \| 2 \| \| Petros Chrysochos \| 6 \| 6 \| \| \| 3 \| \| Karim-Mohamed Maamoun / Mohamed Safwat \| 4 \| 6 \| 6 \| \| 3 \| \| Sergis Kyratzis / Eleftherios Neos \| 6 \| 3 \| 4 \| \| 4 \| \| Mohamed Safwat \| 5 \| 6 \| 6 \| \| 4 \| \| Petros Chrysochos \| 7 \| 2 \| 0 \| \| 5 \| \| Amr Elsayed \| 6 \| 6 \| \| \| 5 \| \| Stylianos Christodoulou \| 3 \| 3 \| \| |                   |                                        |   |   |        |                   |
| 1 | Bandera de Egipto | Mohamed Safwat                         | 6 | 6 |        |                   |
| 1 | Bandera de Chipre | Menelaos Efstathiou                    | 3 | 2 |        |                   |
| 2 | Bandera de Egipto | Karim-Mohamed Maamoun                  | 3 | 4 |        |                   |
| 2 | Bandera de Chipre | Petros Chrysochos                      | 6 | 6 |        |                   |
| 3 | Bandera de Egipto | Karim-Mohamed Maamoun / Mohamed Safwat | 4 | 6 | 6      |                   |
| 3 | Bandera de Chipre | Sergis Kyratzis / Eleftherios Neos     | 6 | 3 | 4      |                   |
| 4 | Bandera de Egipto | Mohamed Safwat                         | 5 | 6 | 6      |                   |
| 4 | Bandera de Chipre | Petros Chrysochos                      | 7 | 2 | 0      |                   |
| 5 | Bandera de Egipto | Amr Elsayed                            | 6 | 6 |        |                   |
| 5 | Bandera de Chipre | Stylianos Christodoulou                | 3 | 3 |        |                   |

| | Bandera de Grecia  | Grecia                                  | 3 | 2 | Jamaica | Bandera de Jamaica |
| --- | ------------------ | --------------------------------------- | - | - | ------- | ------------------ |
| Ace Tennis Club, Atenas, Grecia 4 y 5 de marzo de 2022 (Tierra batida) |                    |                                         |   |   |         |                    |
| \| 1 \| \| Michail Pervolarakis \| 2 \| 6 \| 3 \| \| 1 \| \| Rowland Phillips \| 6 \| 4 \| 6 \| \| 2 \| \| Petros Tsitsipas \| 3 \| 5 \| \| \| 2 \| \| Blaise Bicknell \| 6 \| 7 \| \| \| 3 \| \| Michail Pervolarakis / Petros Tsitsipas \| 6 \| 6 \| \| \| 3 \| \| Blaise Bicknell / Rowland Phillips \| 2 \| 3 \| \| \| 4 \| \| Aristotelis Thanos \| 6 \| 6 \| \| \| 4 \| \| Blaise Bicknell \| 4 \| 4 \| \| \| 5 \| \| Petros Tsitsipas \| 4 \| 6 \| 6 \| \| 5 \| \| Rowland Phillips \| 6 \| 4 \| 4 \| |                    |                                         |   |   |         |                    |
| 1 | Bandera de Grecia  | Michail Pervolarakis                    | 2 | 6 | 3       |                    |
| 1 | Bandera de Jamaica | Rowland Phillips                        | 6 | 4 | 6       |                    |
| 2 | Bandera de Grecia  | Petros Tsitsipas                        | 3 | 5 |         |                    |
| 2 | Bandera de Jamaica | Blaise Bicknell                         | 6 | 7 |         |                    |
| 3 | Bandera de Grecia  | Michail Pervolarakis / Petros Tsitsipas | 6 | 6 |         |                    |
| 3 | Bandera de Jamaica | Blaise Bicknell / Rowland Phillips      | 2 | 3 |         |                    |
| 4 | Bandera de Grecia  | Aristotelis Thanos                      | 6 | 6 |         |                    |
| 4 | Bandera de Jamaica | Blaise Bicknell                         | 4 | 4 |         |                    |
| 5 | Bandera de Grecia  | Petros Tsitsipas                        | 4 | 6 | 6       |                    |
| 5 | Bandera de Jamaica | Rowland Phillips                        | 6 | 4 | 4       |                    |

| | Bandera de Mónaco    | Mónaco                            | 4         | 0 | Marruecos | Bandera de Marruecos |
| --- | -------------------- | --------------------------------- | --------- | - | --------- | -------------------- |
| Monte-Carlo Country Club, Montecarlo, Mónaco 4 y 5 de marzo de 2022 (Tierra batida) |                      |                                   |           |   |           |                      |
| \| 1 \| \| Lucas Catarina \| 6 \| 6 \| \| \| 1 \| \| Adam Moundir \| 3 \| 4 \| \| \| 2 \| \| Valentin Vacherot \| 6 \| 6 \| \| \| 2 \| \| Elliot Benchetrit \| 2 \| 4 \| \| \| 3 \| \| Romain Arneodo / Hugo Nys \| 6 \| 6 \| \| \| 3 \| \| Elliot Benchetrit / Lamine Ouahab \| 1 \| 2 \| \| \| 4 \| \| Lucas Catarina \| 7 \| 6 \| \| \| 4 \| \| Yassine Dlimi \| 5 \| 1 \| \| \| 5 \| \| Valentin Vacherot \| No \| \| \| \| 5 \| \| Adam Moundir \| disputado \| \| \| |                      |                                   |           |   |           |                      |
| 1 | Bandera de Mónaco    | Lucas Catarina                    | 6         | 6 |           |                      |
| 1 | Bandera de Marruecos | Adam Moundir                      | 3         | 4 |           |                      |
| 2 | Bandera de Mónaco    | Valentin Vacherot                 | 6         | 6 |           |                      |
| 2 | Bandera de Marruecos | Elliot Benchetrit                 | 2         | 4 |           |                      |
| 3 | Bandera de Mónaco    | Romain Arneodo / Hugo Nys         | 6         | 6 |           |                      |
| 3 | Bandera de Marruecos | Elliot Benchetrit / Lamine Ouahab | 1         | 2 |           |                      |
| 4 | Bandera de Mónaco    | Lucas Catarina                    | 7         | 6 |           |                      |
| 4 | Bandera de Marruecos | Yassine Dlimi                     | 5         | 1 |           |                      |
| 5 | Bandera de Mónaco    | Valentin Vacherot                 | No        |   |           |                      |
| 5 | Bandera de Marruecos | Adam Moundir                      | disputado |   |           |                      |

| | Bandera de Bulgaria | Bulgaria                             | 3         | 1  | Paraguay | Bandera de Paraguay |
| --- | ------------------- | ------------------------------------ | --------- | -- | -------- | ------------------- |
| "Sofia" Sports Hall, Sofía, Bulgaria 4 y 5 de marzo de 2022 (Dura, bajo techo) |                     |                                      |           |    |          |                     |
| \| 1 \| \| Dimitar Kuzmanov \| 77 \| 6 \| \| \| 1 \| \| Hernando Escurra \| 65 \| 0 \| \| \| 2 \| \| Alexandar Lazarov \| 6 \| 6 \| \| \| 2 \| \| Daniel Vallejo \| 4 \| 1 \| \| \| 3 \| \| Alexander Donski / Alexandar Lazarov \| 6 \| 7 \| \| \| 3 \| \| Juan Borba / Hernando Escurra \| 3 \| 5 \| \| \| 4 \| \| Petr Nesterov \| 66 \| 77 \| [5] \| \| 4 \| \| Daniel Vallejo \| 78 \| 62 \| [10] \| \| 5 \| \| Alexandar Lazarov \| No \| \| \| \| 5 \| \| Hernando Escurra \| disputado \| \| \| |                     |                                      |           |    |          |                     |
| 1 | Bandera de Bulgaria | Dimitar Kuzmanov                     | 77        | 6  |          |                     |
| 1 | Bandera de Paraguay | Hernando Escurra                     | 65        | 0  |          |                     |
| 2 | Bandera de Bulgaria | Alexandar Lazarov                    | 6         | 6  |          |                     |
| 2 | Bandera de Paraguay | Daniel Vallejo                       | 4         | 1  |          |                     |
| 3 | Bandera de Bulgaria | Alexander Donski / Alexandar Lazarov | 6         | 7  |          |                     |
| 3 | Bandera de Paraguay | Juan Borba / Hernando Escurra        | 3         | 5  |          |                     |
| 4 | Bandera de Bulgaria | Petr Nesterov                        | 66        | 77 | [5]      |                     |
| 4 | Bandera de Paraguay | Daniel Vallejo                       | 78        | 62 | [10]     |                     |
| 5 | Bandera de Bulgaria | Alexandar Lazarov                    | No        |    |          |                     |
| 5 | Bandera de Paraguay | Hernando Escurra                     | disputado |    |          |                     |

| | Bandera de Zimbabue    | Zimbabue                         | 1         | 3 | El Salvador | Bandera de El Salvador |
| --- | ---------------------- | -------------------------------- | --------- | - | ----------- | ---------------------- |
| Harare Sports Club, Harare, Zimbabue 4 y 5 de marzo de 2022 (Dura) |                        |                                  |           |   |             |                        |
| \| 1 \| \| Benjamin Lock \| 6 \| 6 \| \| \| 1 \| \| Lluis Miralles \| 1 \| 1 \| \| \| 2 \| \| Mehluli Don Ayanda Sibanda \| 6 \| 3 \| 68 \| \| 2 \| \| Marcelo Arévalo \| 4 \| 6 \| 710 \| \| 3 \| \| Benjamin Lock / Courtney Lock \| 6 \| 3 \| 2 \| \| 3 \| \| Marcelo Arévalo / Lluis Miralles \| 4 \| 6 \| 6 \| \| 4 \| \| Benjamin Lock \| 3 \| 7 \| 4 \| \| 4 \| \| Marcelo Arévalo \| 6 \| 5 \| 6 \| \| 5 \| \| Mehluli Don Ayanda Sibanda \| No \| \| \| \| 5 \| \| Lluis Miralles \| disputado \| \| \| |                        |                                  |           |   |             |                        |
| 1 | Bandera de Zimbabue    | Benjamin Lock                    | 6         | 6 |             |                        |
| 1 | Bandera de El Salvador | Lluis Miralles                   | 1         | 1 |             |                        |
| 2 | Bandera de Zimbabue    | Mehluli Don Ayanda Sibanda       | 6         | 3 | 68          |                        |
| 2 | Bandera de El Salvador | Marcelo Arévalo                  | 4         | 6 | 710         |                        |
| 3 | Bandera de Zimbabue    | Benjamin Lock / Courtney Lock    | 6         | 3 | 2           |                        |
| 3 | Bandera de El Salvador | Marcelo Arévalo / Lluis Miralles | 4         | 6 | 6           |                        |
| 4 | Bandera de Zimbabue    | Benjamin Lock                    | 3         | 7 | 4           |                        |
| 4 | Bandera de El Salvador | Marcelo Arévalo                  | 6         | 5 | 6           |                        |
| 5 | Bandera de Zimbabue    | Mehluli Don Ayanda Sibanda       | No        |   |             |                        |
| 5 | Bandera de El Salvador | Lluis Miralles                   | disputado |   |             |                        |

| | Bandera de Benín     | Benín                            | 1         | 3 | Hong Kong | Bandera de Hong Kong |
| --- | -------------------- | -------------------------------- | --------- | - | --------- | -------------------- |
| Stade de l'Amitié, Cotonú, Benín 4 y 5 de marzo de 2022 (Dura) |                      |                                  |           |   |           |                      |
| \| 1 \| \| Alexis Klegou \| 6 \| 4 \| 1r \| \| 1 \| \| Kit Wong Hong \| 1 \| 6 \| 5 \| \| 2 \| \| Delmas N'Tcha \| 4 \| 4 \| \| \| 2 \| \| Coleman Wong \| 6 \| 6 \| \| \| 3 \| \| Alexis Klegou / Sylvestre Monnou \| 2 \| 6 \| 4 \| \| 3 \| \| Coleman Wong / Kit Wong Hong \| 6 \| 1 \| 6 \| \| 4 \| \| Sylvestre Monnou \| 6 \| 6 \| \| \| 4 \| \| Ki Lung Ng \| 4 \| 4 \| \| \| 5 \| \| Delmas N'Tcha \| No \| \| \| \| 5 \| \| Kit Wong Hong \| disputado \| \| \| |                      |                                  |           |   |           |                      |
| 1 | Bandera de Benín     | Alexis Klegou                    | 6         | 4 | 1r        |                      |
| 1 | Bandera de Hong Kong | Kit Wong Hong                    | 1         | 6 | 5         |                      |
| 2 | Bandera de Benín     | Delmas N'Tcha                    | 4         | 4 |           |                      |
| 2 | Bandera de Hong Kong | Coleman Wong                     | 6         | 6 |           |                      |
| 3 | Bandera de Benín     | Alexis Klegou / Sylvestre Monnou | 2         | 6 | 4         |                      |
| 3 | Bandera de Hong Kong | Coleman Wong / Kit Wong Hong     | 6         | 1 | 6         |                      |
| 4 | Bandera de Benín     | Sylvestre Monnou                 | 6         | 6 |           |                      |
| 4 | Bandera de Hong Kong | Ki Lung Ng                       | 4         | 4 |           |                      |
| 5 | Bandera de Benín     | Delmas N'Tcha                    | No        |   |           |                      |
| 5 | Bandera de Hong Kong | Kit Wong Hong                    | disputado |   |           |                      |

## Grupos regionales

### América
| Zona americana    | Zona americana | Zona americana    | Zona americana                       | Zona americana | Zona americana | Zona americana | Zona americana |
| Grupo III         | Grupo III      | Grupo III         | Grupo III                            | Grupo III      | Grupo III      | Grupo III      | Grupo III      |
| Bahamas           | Costa Rica     | Guatemala         | Jamaica                              | Panamá         |                |                |                |
| Paraguay          | Puerto Rico    | Venezuela         | -                                    | -              |                |                |                |
| Grupo IV          | Grupo IV       | Grupo IV          | Grupo IV                             | Grupo IV       | Grupo IV       | Grupo IV       | Grupo IV       |
| Antigua y Barbuda | Aruba          | Bermudas          | Cuba                                 | Haití          |                |                |                |
| Honduras          | Nicaragua      | Trinidad y Tobago | Islas Vírgenes de los Estados Unidos | -              |                |                |                |
| ----------------- | -------------- | ----------------- | ------------------------------------ | -------------- | -------------- | -------------- | -------------- |

### Asia y Oceanía
| Zona asiática/oceánica | Zona asiática/oceánica | Zona asiática/oceánica | Zona asiática/oceánica | Zona asiática/oceánica | Zona asiática/oceánica | Zona asiática/oceánica | Zona asiática/oceánica |
| Grupo III              | Grupo III              | Grupo III              | Grupo III              | Grupo III              | Grupo III              | Grupo III              | Grupo III              |
| Irán                   | Jordania               | Malasia                | Islas del Pacífico     | Arabia Saudita         |                        |                        |                        |
| Siria                  | Emiratos Árabes Unidos | Vietnam                | -                      | -                      |                        |                        |                        |
| Grupo IV               | Grupo IV               | Grupo IV               | Grupo IV               | Grupo IV               | Grupo IV               | Grupo IV               | Grupo IV               |
| Baréin                 | Bangladés              | Brunéi                 | Bután                  | Camboya                |                        |                        |                        |
| Guam                   | Irak                   | Kuwait                 | Kirguistán             | Laos                   |                        |                        |                        |
| Macao                  | Maldivas               | Mongolia               | Omán                   | Catar                  |                        |                        |                        |
| Singapur               | Sri Lanka              | Tayikistán             | Turkmenistán           | Yemen                  |                        |                        |                        |
| ---------------------- | ---------------------- | ---------------------- | ---------------------- | ---------------------- | ---------------------- | ---------------------- | ---------------------- |

### Europa
| Zona europea | Zona europea | Zona europea        | Zona europea  | Zona europea | Zona europea | Zona europea | Zona europea |
| Grupo III    | Grupo III    | Grupo III           | Grupo III     | Grupo III    | Grupo III    | Grupo III    | Grupo III    |
| Armenia      | Chipre       | Georgia             | Liechtenstein | Luxemburgo   |              |              |              |
| Moldavia     | Montenegro   | Macedonia del Norte | -             | -            |              |              |              |
| Grupo IV     | Grupo IV     | Grupo IV            | Grupo IV      | Grupo IV     | Grupo IV     | Grupo IV     | Grupo IV     |
| Albania      | Andorra      | Azerbaiyán          | Islandia      | Kosovo       |              |              |              |
| Malta        | San Marino   | -                   | -             | -            |              |              |              |
| ------------ | ------------ | ------------------- | ------------- | ------------ | ------------ | ------------ | ------------ |

### África
| Zona Africana | Zona Africana | Zona Africana   | Zona Africana | Zona Africana | Zona Africana | Zona Africana | Zona Africana |
| Grupo III     | Grupo III     | Grupo III       | Grupo III     | Grupo III     | Grupo III     | Grupo III     | Grupo III     |
| Argelia       | Benín         | Costa de Marfil | Kenia         | Marruecos     |               |               |               |
| Mozambique    | Namibia       | Zimbabue        | -             | -             |               |               |               |
| Grupo IV      | Grupo IV      | Grupo IV        | Grupo IV      | Grupo IV      | Grupo IV      | Grupo IV      | Grupo IV      |
| Angola        | Botsuana      | Burundi         | Camerún       | Congo         |               |               |               |
| RD Congo      | Etiopía       | Gabón           | Ghana         | Mauricio      |               |               |               |
| Nigeria       | Ruanda        | Senegal         | Sudán         | Tanzania      |               |               |               |
| Togo          | Uganda        | -               | -             | -             |               |               |               |
| ------------- | ------------- | --------------- | ------------- | ------------- | ------------- | ------------- | ------------- |